# ガイウス・マリウス
ガイウス・マリウス（ラテン語: Gaius Marius、紀元前157年 - 紀元前86年1月13日）は、共和政ローマ後期の政務官。同名の息子である小マリウス（Marius Minor）に対して大マリウス（Marius Major）とも呼ばれる。地方出身のノウス・ホモだがキンブリ・テウトニ戦争で歴史的勝利を収めた。この時期にそれまで自弁だった装備の一律支給への変更、訓練内容や指揮系統の改革などの軍制改革が行われたが、これらはマリウスの軍制改革と呼ばれる。これらの改革は市民兵制から職業軍人への移行のきっかけとなった。また、この制度は帝政時代を含めて長らくローマの軍事制度として継承された。政治的には民衆の支持を得て計7回の執政官就任を果たし、彼の活躍と軍制改革はローマを帝政へと導く遠因の1つとなる。
マリウスがいわゆる政党政治家ではないことは古くから指摘されている。以前はマリウスをポプラレス（民衆派）の首領とし、オプティマテス（閥族派）と争いを繰り広げたと説明されてきたが、そのような単純な対立構造ではなかったとも考えられている。単にマリウス派、もしくは後に協力したルキウス・コルネリウス・キンナと合わせてマリウス・キンナ派と呼ぶべきという意見もある。
彼の妻であるユリアはガイウス・ユリウス・カエサルの叔母であり、カエサルは自身の栄達に亡きマリウスの名を利用した。

## 生涯

### 出自
プルタルコスによれば、貧しい労働者の同名の父と母フルキニアとの間に、アルピヌム市（現アルピーノ）にあるケレアタエという村落で生まれた。実際にはキケロ家とグラティディウス氏と共に、アルピヌムにおいて支配的な地位を占めていたエクイテス（最富裕層の騎士階級）であったと考えられている。アルピヌムは元々ウォルスキ族の町で、ローマに征服され投票権なき市民権を与えられた。ローマ市民権に格上げされたのは紀元前188年という新参の都市であった。共和政後期の弁論家マルクス・トゥッリウス・キケロとは同郷者であり、またグラックス兄弟と同年代にあたる。
ラテン語による文学が滅びないかぎり、「マリウスの樫」と呼ばれる木がここから姿を消すことはないでしょう。（中略）時の移ろいがその木を枯らしたばあいにも、やはりマリウスの樫と呼ばれる木が、この場所にはあることでしょう。—キケロ、『法律について』1.1.2（中村善也訳）
若い頃に落ちてきた鷲の巣を受け止めた時、雛が7羽入っていた。これはマリウスが最高権力を7回得る予兆とされたと、プルタルコスは記している。キケロの記述からどうやら樫の木に巣を作っていたようで、鷲は普通2個しか卵を産まないものだが、古代ではありがちな奇跡ではある。

### 青年期
さてこの人物はアルピヌムの生まれで、幼少期全体をそこで過ごし、兵役の年齢に達するや軍務だけに没頭し、ギリシアの雄弁術にも都会の洗練にも染まることがなかった。—サッルスティウス、『ユグルタ戦記』63.3（栗田伸子訳）

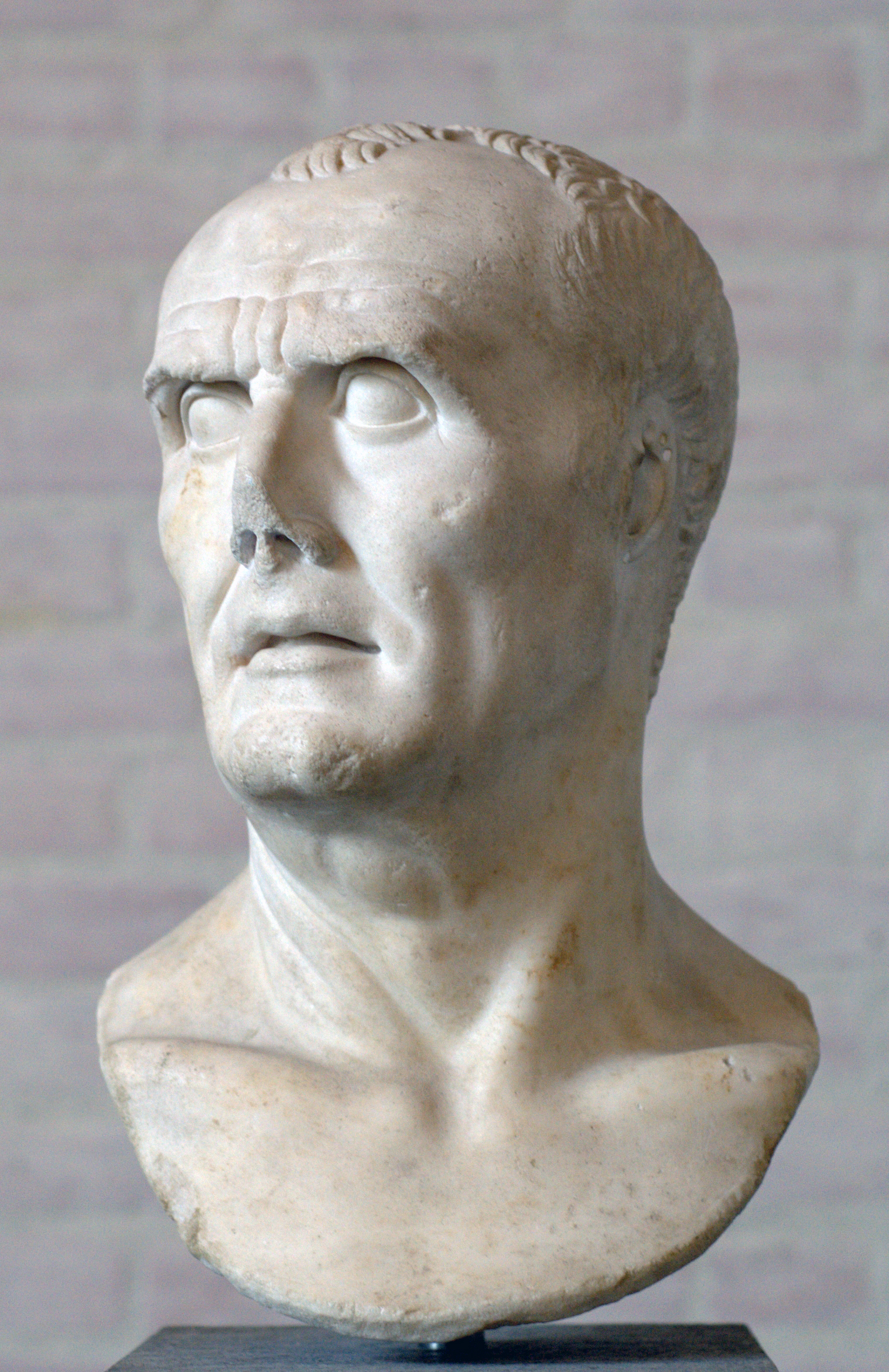
鼻が欠損しているマリウスの胸像（グリュプトテーク所蔵）

マリウスは無骨な人物であったとされ、プルタルコスはその姿を描いた石像も気性をうかがわせる風貌だったと書き残している。上流階層が嗜んだギリシア文化には興味を示さなかったが、野心や矜持の点では彼らと同じ物を持っていた
紀元前134年、スキピオ・アエミリアヌス（小スキピオ）が執政官に選出された。長引くヌマンティア戦争の打開を元老院と人々に託され、特例での再選出であった。マリウスはこの遠征軍に加わり、翌前133年にかけて騎兵を務めたと考えられており、おそらくコルネリウス氏族のクリエンテス（庇護下にあるもの）だったのだろう。このスキピオの下で、マリウスはユグルタと共に訓練を受けた。厳格な軍隊生活を積極的に受け入れ、本人の眼前で敵との一騎打ちに勝利する事で小スキピオからの好意を勝ち取ったとされる。小スキピオは「あなたに何かあった場合、代わりになる者がいるか」と聞かれた時、マリウスを指して「おそらくこの男だろう」と答えたといい、マリウスはそのことを死ぬまで大事な思い出としていたという。
マリウスはまだクルスス・ホノルム（名誉の階梯）の入り口に立ったばかりだったが、ローマのエクィテスである彼をヒスパニアの民が放っておくはずがなく、この地である程度のパトロネジ（庇護と報恩の関係）を築いた可能性が高い。シケリアのディオドロスは、マリウスをプブリカニ（入札によって徴税を代行する請負人）であったかのように書いているが、元老院議員は紀元前218年のクラウディウス法によって商売を実質禁止されており、その後のキャリアから考えればほぼありえない。

### クルスス・ホノルム
官職と軍指揮権が一体となっていたローマ社会では、軍事的成功を収めるには政治的に高い地位に就くしか無かった。紀元前123年頃にはトリブヌス・ミリトゥム（士官）に選出された。ヌマンティアでの従軍の後、故郷アルピヌムで政務官に立候補して敗れたマリウスにとって、これが政治的キャリアの始まりとなった。おそらくその年の執政官クィントゥス・カエキリウス・メテッルス・バリアリクスの下で、バレアレス諸島遠征に加わった可能性が高い。
護民官就任から逆算して、紀元前121年頃にクァエストル（財務官）を務めたと考えられている。
紀元前119年、護民官に選出された。プルタルコスによれば、カエキリウス・メテッルス家の支援を受けてのことだというが、メテッルス・バリアリクスの下で働いていたとすれば不思議ではない。この年の執政官の1人は、ルキウス・カエキリウス・メテッルス・デルマティクスであった。マリウスは「投票運営に関わるマリウス法（Lex Maria de suffragiis ferendis、秘密を守るために投票する時に渡る橋を狭くすることを定めた法）」 を、プレプス民会決議で成立させた。執政官の1人、ルキウス・アウレリウス・コッタはこれに反対して元老院を説得し、マリウスを喚問した。マリウスはコッタだけでなく、反対するメテッルス・デルマティクスも投獄すると脅したという。そしてプルタルコスによれば、この年市民に穀物を配給する法案（Rogatio frumentaria）が提出されたとき、マリウスは反対している。
護民官の任期が終わると、すぐにアエディリス・クルリス（上級按察官）に立候補したが落選し、すぐにアエディリス・プレビス（平民按察官）に切り替えたがこれも落選した。
紀元前115年のプラエトル（法務官）には最下位で当選したが、選挙法違反で訴追された。プルタルコスはこの裁判の様子を描いているが、有罪無罪が同票となって難を逃れたという。ガイウス・グラックスによる審判人（陪審員）改革があったものの、票が割れていることから、このときは恐らくエクィテスではなく元老院議員によって審判されたのだろう。この時点で、マリウスはかなりの影響力を持っていた可能性が高い。プラエトルとして特筆すべきことは何もしていない。

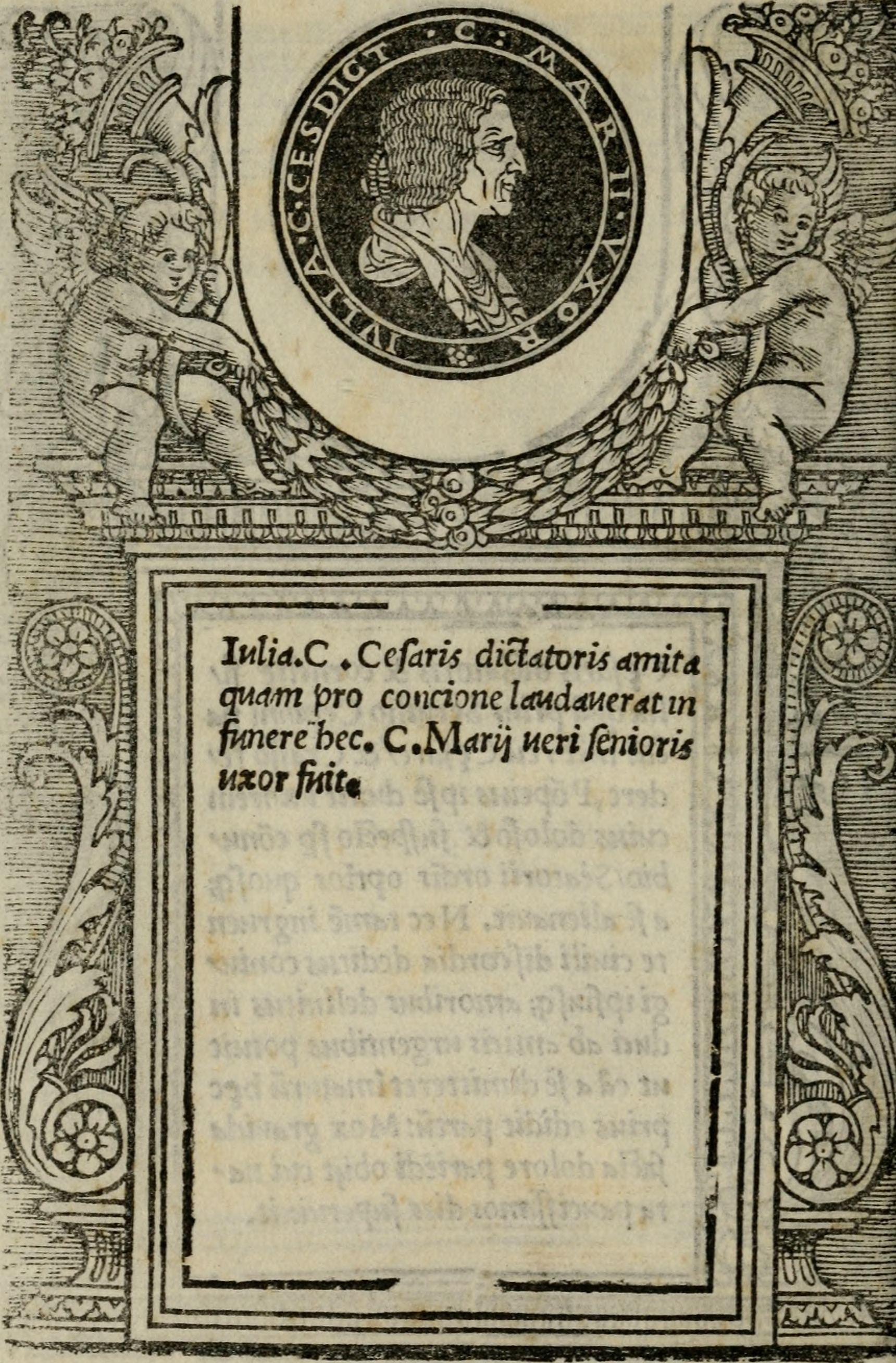
1517年に描かれたマリウスの妻ユリア

翌紀元前114年、おそらくプロコンスル（前執政官）権限でヒスパニア・ウルテリオル（遠ヒスパニア）を任され、山賊を防いだという。ここは軍事的成功も、鉱山からの経済的成功も望める属州だった。シエラ・モレナ山脈の別名「Mariani montes（マリウス山脈）」は、マリウスに由来するのかも知れず、南イタリアの実業家との強い結びつきを予想する学者もいる。プルタルコスは、マリウスをノウス・ホモとして強調するあまり、ヒスパニアで経済的成功は収めていないように書いているが、恐らくこの地でもパトロネジ網を広げたことだろう。
おそらく紀元前111年頃に、パトリキ（伝統的貴族）であるユリウス氏族の子女ユリアと結婚している。ユリアとの間には小マリウスを儲けた。

#### メテッルス家との関係
カエキリウス・メテッルス家は、紀元前119年から前109年までの間に氏族やその派閥から実に9人の執政官と2人のケンソル（監察官）を送り込んでおり、当時隆盛を誇っていた。護民官以降の選挙結果の振るわなさは、メテッルス・デルマティクスを脅したことが響いているとされるが、この後メテッルス家の下でアフリカへ赴いている。歴史家エルンスト・ベイディアンは、一時的に恨みを買ったものの、ユリウス氏族と結んだり軍事的才能のあるマリウスの利用価値が認められたのだろうとしている。メテッルス家が反マリウス運動を展開したことを裏付ける史料はなく、単にノウス・ホモ（先祖に執政官を出していない家）が高位政務官を狙ったことに対する、ノビレス（執政官を出した支配層）の反感の可能性も高い。
当時エクィテスは、審判人としてガイウス・パピリウス・カルボに有罪判決を下し自殺に追い込むなど、存在感を増していた。メテッルス家は彼らとの関係強化を図って、審判人資格を元老院に取り戻そうとする一派に反対し、代わりにエクィテスは司法的・経済的な支援を彼らに与えていた、という仮定からマリウスの護民官時代の立法の意味を探ることが出来る。民会決議を左右するのは買収だったが、投票する際にその内容が知られてしまうとなるとパトロヌス（後ろ盾）を裏切ることは難しいため、投票の秘密を守りやすくすることでエクィテスの経済力を活用できる法を成立させたとも考えられる。そうなると、メテッルス・デルマティクスへの脅しもユリウス氏族が近づいていることなど、様々な状況から考えて自作自演であった可能性がある。

### ユグルタ戦争
かくして司令官（小スキピオ）はほとんどすべての難事をユグルタに任せ、彼を友人の列に加え、日一日とますます彼をいつくしむようになった。なぜなら彼は計画においても実行においても何一つとして失敗することがなかったからである。加えて（中略）ローマ人の中の多くの者を親密な友情の絆で自らに結びつけたのである。
—サッルスティウス、『ユグルタ戦記』7（栗田伸子訳、括弧内は編者補填）

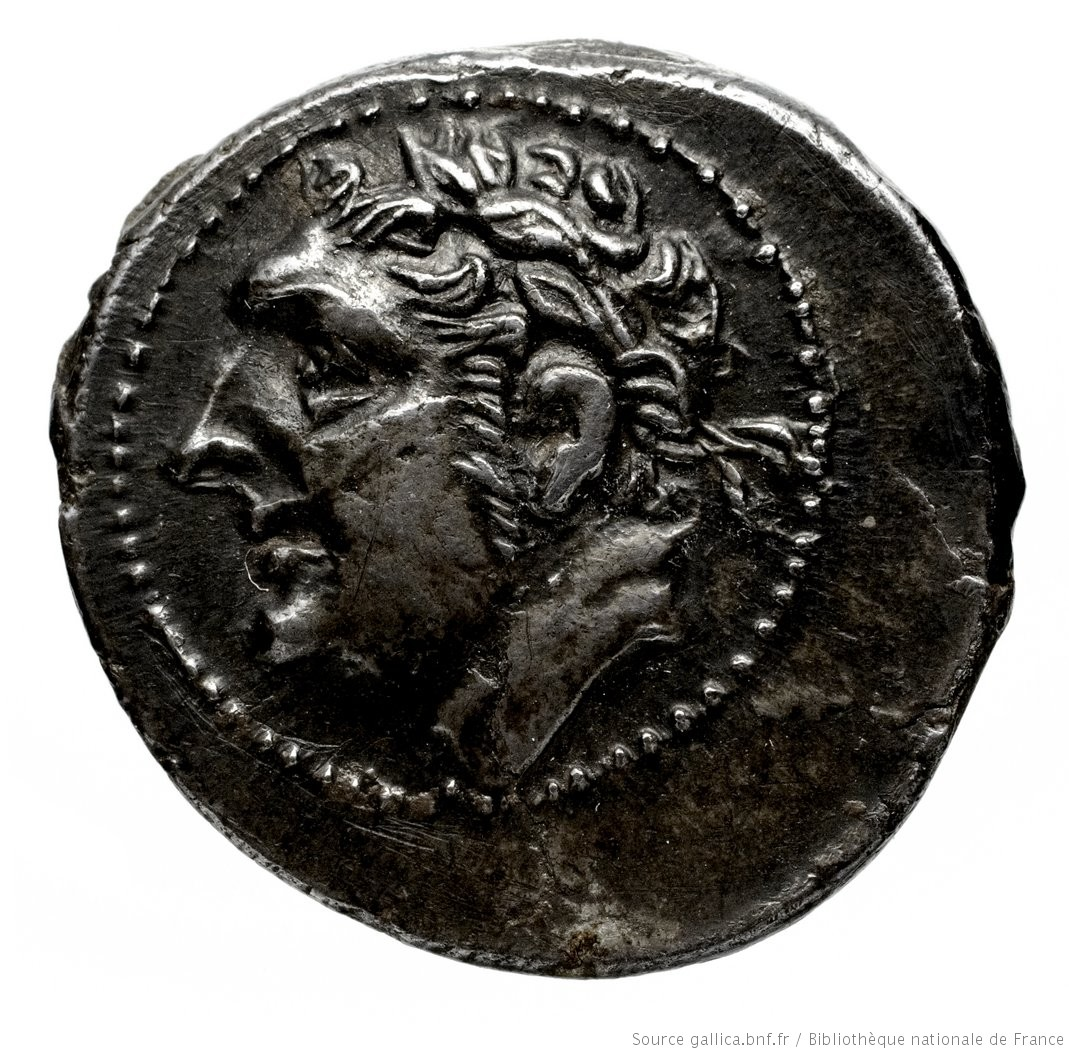
ヌミディアのコインに刻まれたユグルタ

紀元前112年、王位継承を巡って元老院はヌミディア王ユグルタに宣戦を布告したが（ユグルタ戦争）、サッルスティウスは、その前からユグルタがルキウス・オピミウスらを賄賂で籠絡する様子を描いている。紀元前111年の執政官、ルキウス・カルプルニウス・ベスティアはユグルタと停戦し、それに怒った護民官がユグルタを召喚するも逃げられた。翌紀元前110年の執政官、スプリウス・ポストゥミウス・アルビヌスもユグルタのゲリラ戦に手を焼き、選挙管理のためローマ市へ戻っている隙に残されたローマ軍は敗北した。これによって、これまで小スキピオと交友のあったユグルタに遠慮していた元老院に対する怒りが沸騰し、ユグルタの贈賄罪を調査するマミリウス法が成立した。ローマのノビレスの無能さが露呈し、ローマ軍の威信が問われていた。

#### メテッルスのレガトゥスとして
彼の副官は、以前書いたようにガイウス・マリウスだったが、この男は地方の生まれで、粗野で愛想がなく、飾り気のない生活をしており、優秀な司令官であると同時に平時には悪をまき散らし、限りない野心は満たされることがなく、自制心を欠き、常に動乱の種であった。
—ウェッレイウス・パテルクルス、『ローマ世界の歴史』2.11.1
紀元前109年、執政官となったクィントゥス・カエキリウス・メテッルス・ヌミディクスは、ポストゥミウス・アルビヌスから遠征軍を引き継ぎ、ムトゥルの戦いで勝利してザマを攻撃した。マリウスはレガトゥス（副官）として従軍し、勝利に貢献している。サッルスティウスによれば、ザマの包囲中、ユグルタに陣地を不意打ちされたヌミディクスは、友情と愛国心にかけてこの危機を救ってくれるよう、マリウスに涙ながらに懇願し、別働隊を預けている。サッルスティウスはヒスパニアでの経歴を通して、マリウスがメテッルス家のクリエンテスになったことを示唆しており、この頃もまだその関係は続いていたのだろう。このような国家的な威信と氏族の行く末がかかった戦いに、ヌミディクスがわざわざ敵であるマリウスを副官に指名する理由はなく、逆に彼を信用し、友人として扱っていたと考えられる。
マリウスは自分の功績を頼みに、執政官への野心を募らせ、メテッルス・ヌミディクスに相談したが、自分の立場を考えろと言われ、反感を募らせた。サッルスティウスらによれば、彼はメテッルス・ヌミディクスが故意に戦争を長引かせていると主張し、損害を被っていた商売人たちや兵士を味方につけ、ヌミディアの王位継承権を持ち、メテッルス・ヌミディクスに要求を拒否されたガウダにも声をかけ、自身が執政官として戦地に赴けば短期間でユグルタを捕獲ないし殺害出来ると豪語したという。
メテッルス・ヌミディクスは、当時二十歳の息子（クィントゥス・カエキリウス・メテッルス・ピウス）と一緒に立候補するまで待てと言ったという話もあるが、メテッルス家は以前別のノウス・ホモを擁立しており、恐らくマリウスによるプロパガンダだろう。プルタルコスによれば、メテッルス・ヌミディクスの友人がユグルタに欺かれて拠点の1つを奪われると、マリウスはこの人物の処刑を求め、メテッルスは友人の死罪を認めざるを得なくなったが、後にえん罪とわかると、悲しむ人々をよそに、マリウスは自分の手柄のように喜々として言いふらしたという。しかしサッルスティウスは、メテッルス・ヌミディクスが自ら弁明させ、処刑させたとしている。

#### 執政官 I
そこで彼は、ローマ市民に対して、自分の上官（高名で、市民の第一人者の一人）を、故意に戦争を長引かせていると非難し、もし自分に執政官を任せてくれるなら、すぐにユグルタを諸君の前に引きずり出してきてみせよう、とぶち上げた。こうして、彼は執政官に選出された。それは事実だ。だが、彼は自身の信義と正義を裏切ったのだ。模範的で尊敬すべき市民を、それも自分の上官であり、彼の許可を得て来ていたにもかかわらず、えん罪によって貶めたのだ。
—キケロ、『義務について』3.79

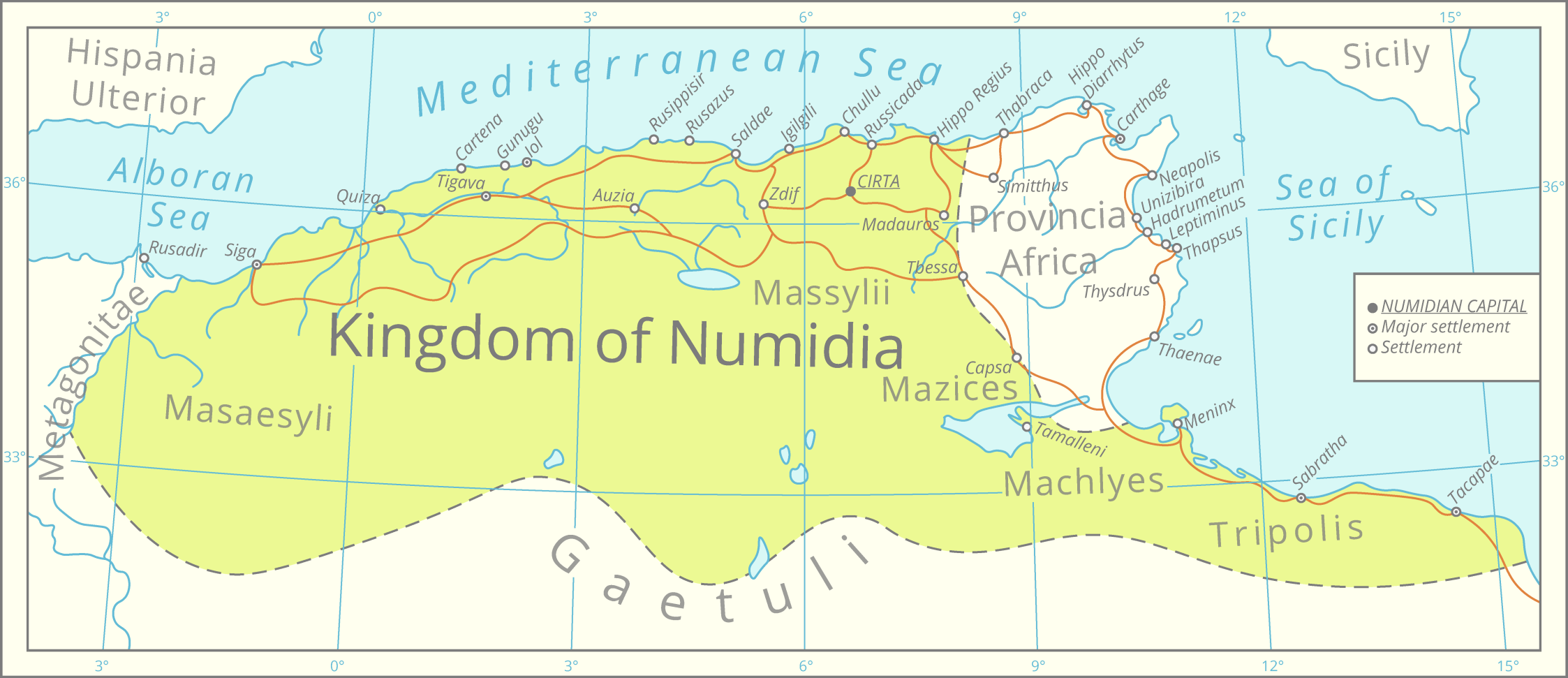
ヌミディア地図。真ん中上にキルタ。右上にシキリア、左上にヒスパニア・ウルテリオル

紀元前108年、メテッルス・ヌミディクスは継続して軍を率い、キルタ（現コンスタンティーヌ）まで軍を進めたが、マリウスとの軋轢は修復不可能となり、彼はローマ市へ戻ると執政官選挙に立候補した。サッルスティウスによれば、マリウスが帰国をせがむため、メテッルス・ヌミディクスはこちらに怒っていては役に立たないだろうと考え、許可したという。キケロは、プラエトル就任から6年以上空いているマリウスに、当選の可能性はほとんどなかったとしているが、サッルスティウスが触れているように、この前年、マミリウス法によって訴追された反グラックス派が有罪となっており、有力な執政官候補（ガイウス・スルピキウス・ガルバ (アウグル)？）が失脚したことが、マリウスにも伝わったのかもしれない。49才だったマリウスはこれをチャンスだと思ったことだろう。プルタルコスは、メテッルス・ヌミディクスが嫌がらせで、マリウスの帰国を遅らせたため、選挙運動には10日しかかけられなかったとしているが、通常は24日前までに立候補する意思を表明する必要がある。
マリウスは紀元前107年の執政官に当選した。メテッルスの無能力への批判を煽る事で有権者の支持を得た事が当選の大きな要因だったとされ、恐らく護民官時代の立法もアピールしたのだのだろう。これらの主張によって民衆とエクィテスの支持を得たものと思われ、この関係は紀元前100年まで続いたと考えられる。また、執政官就任後は軍や元老院の指導層であるノビレスへの批判を露骨に公言し、民衆の支持を得る一方でノビレスとの対立を深めていったとされる。サッルスティウスは、マリウスの就任演説を収録しているが、同じく野心的ノウス・ホモであった大カトのものとの類似性が指摘されている。
護民官の一人によって、マリウスにアフリカでのインペリウム（指揮権）を与える「ユグルタ戦争に関するマンリウス法（Lex Manlia de bello Iugurthino）」が通過すると、この年の大半を戦争準備に使い、ヌミディアの拠点のいくつかを攻略した。サッルスティウスによれば、元老院は市民が戦争を望んでいないと踏み、そのためマリウスが彼らに嫌われるだろうと期待して、なんでも要求を飲んだという。この年、クァエストルとしてルキウス・コルネリウス・スッラがマリウスの下に付き、イタリアで騎兵を集めるよう命令されている。

#### ユグルタ捕獲

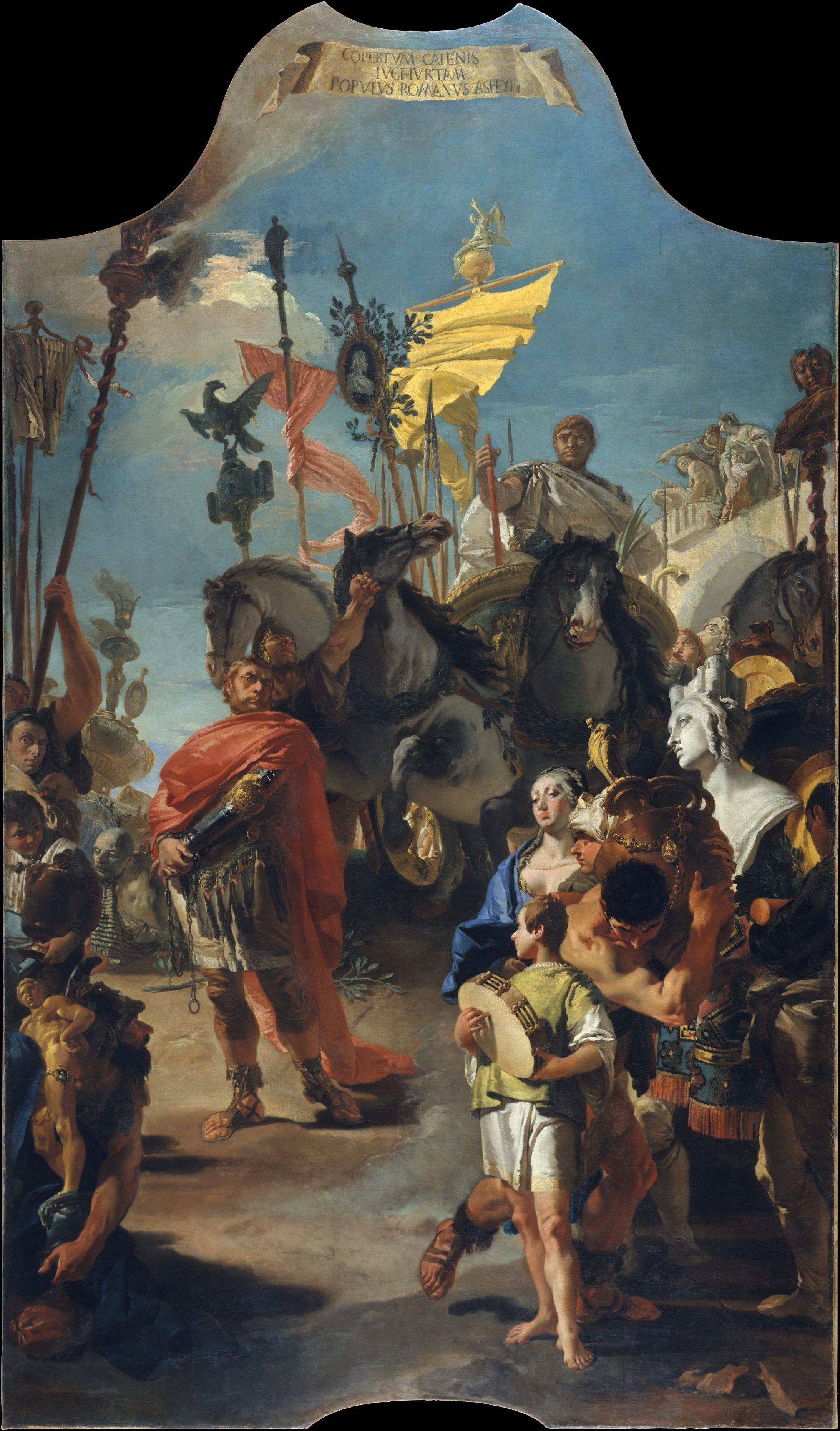
『マリウスの凱旋式』前を鎖で繋がれたユグルタが歩いている。ジョヴァンニ・バッティスタ・ティエポロ（1729年）メトロポリタン美術館

紀元前106年、帰国したメテッルス・ヌミディクスは、ヌミディアとユグルタに対する凱旋式を挙行し、ヌミディクスのコグノーメン（添え名）を得ている。ウェッレイウス・パテルクルスは、戦争はヌミディクスによって実質的に終わっていたとしている。
再開された戦争でマリウスはヌミディア軍を再び打ち破ったが、ユグルタは岳父であるマウレタニア王ボックスの支援を取り付けて各地での抵抗を続けた。マリウスはヌミディア王国の再南端にあるカプサを攻め落とし、遠隔地での反乱を防ぐ為に全ての成人男子を処刑した。さらにヌミディアとマウタレニアとの境にある要塞を攻め落とすなど強行軍を続け、時には攻撃を躊躇していた要塞への抜け道が偶然発見されるような幸運にも恵まれたが、軍事的勝利だけでユグルタを屈服させる事は困難であった。マリウスはキルタ付近で冬営を決め、スッラにボックス王との交渉を任せた。プルタルコスによれば、スッラは一度は人質にされる窮地に陥ったものの、最終的にはボックスを説得してユグルタを引き渡させた。
翌紀元前105年、ユグルタを捕らえたことで戦争を終結させたマリウスはローマへ帰還したが、既に翌年の執政官に選出されていた。プルタルコスは、このユグルタ戦争終結の功績を巡って、凱旋式を挙行したマリウスと、陰の立て役者である自分を誇示するスッラとの間で、敵意が芽生え始めたことを記している。
ユグルタ戦争での勝利によってマリウスは将軍としての名声を得たが、それはメテッルスの戦略を引き継ぎ、敵の裏切りや幸運を得た上での地道な努力による勝利であり、自身が公言していた程楽に勝利を挙げられた訳ではなかった。

### キンブリ・テウトニ戦争

キンブリ族とテウトネス族の侵入経路

紀元前114年頃、キンブリ族がイリュリクムに侵入、グナエウス・パピリウス・カルボ (紀元前113年の執政官)はノレイアの戦いで惨敗し、後に訴追され自殺している。その後アルプス山脈の北に去ったが、紀元前109年頃、元老院に使節を送って領土を要求すると同時に、執政官マルクス・ユニウス・シラヌスと戦いこれを破った。
紀元前107年、マリウスの同僚執政官ルキウス・カッシウス・ロンギヌスは、ヘルウェティイ族と戦い敗死（ブルディガラの戦い）。この敗北の後、ローマ兵たちは、服従の証として軛の下をくぐらされたとされる。

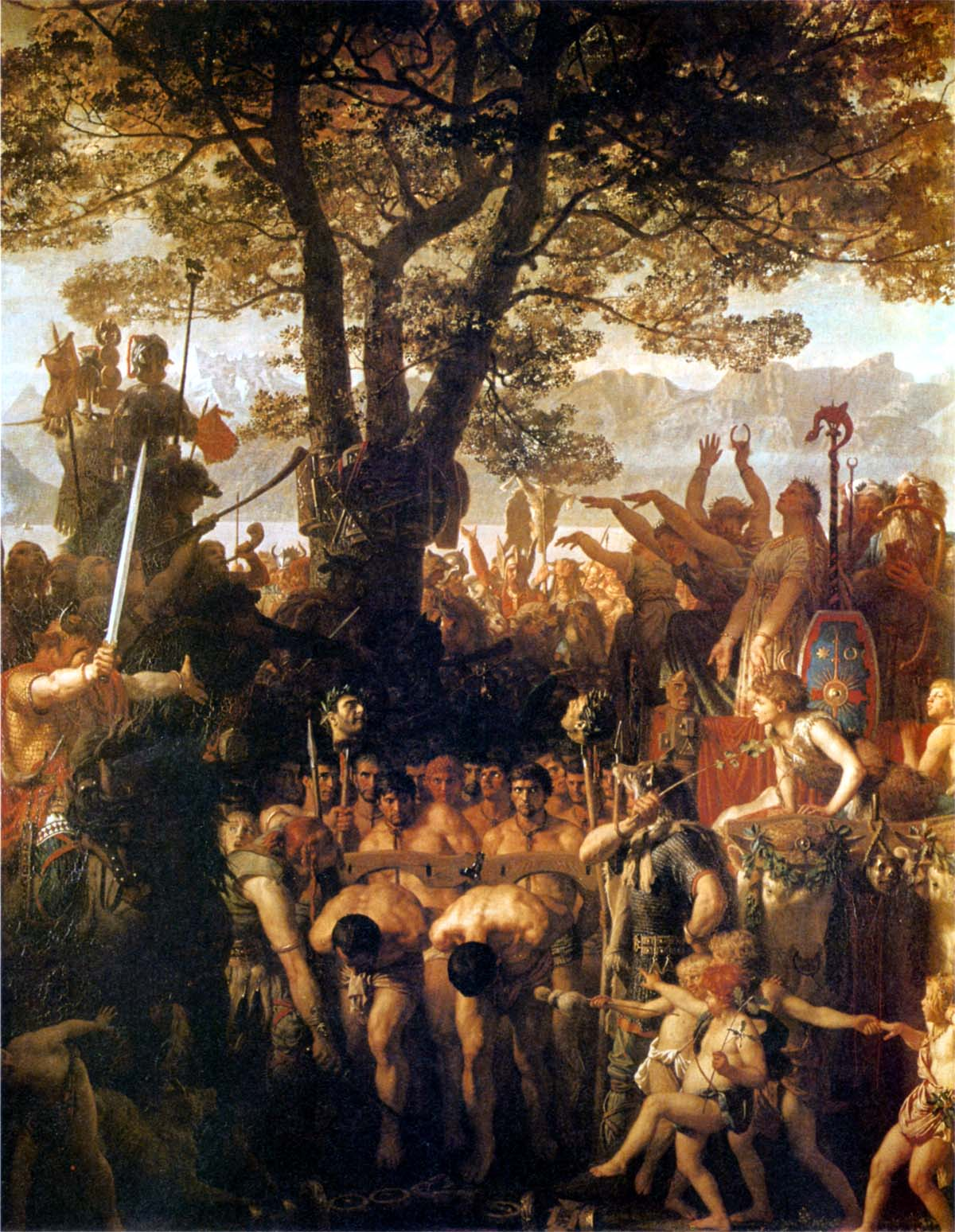
『くびきにつながれたローマ人』シャルル・グレール(1858年)

紀元前106年、キンブリ族は南下を始め、アラウシオ（現オランジュ）にいた執政官グナエウス・マッリウス・マクシムスと、プロコンスルのクィントゥス・セルウィリウス・カエピオ（大カエピオ）は、それぞれ4万の兵を率いていたが、ここで、それぞれのインペリウムの優先順位を巡って争いが起り、カエピオが折れて合流しようとしたところ、アラウシオの戦いで大敗。古代の記録では、ローマ軍はほぼ全滅、もしくはカンナエの戦い以上の8万人の死者を出したとされるが、研究者の推計では2万から5万である。大カエピオは、プレプス民会決議でインペリウムを剥奪されている。
大カエピオの失態は単なる軍事的敗北だけでなく元老院議員の驕りや腐敗が頂点に達した事例でもあり、民衆派の台頭に大きな契機を与えたとする学者もいるが、ウォルカエ族に対するインペリウムを付与されていた大カエピオが、指揮権の優先を主張することは、当時の当然の権利でもあった。
キンブリ族とテウトネス族の侵入は、ハンニバル以来最大の危機となり。ローマ市では大パニックとなっていた。当時はゲルマン民族はガリア人だと思われており、カピトリヌスの丘が包囲された、紀元前387年のローマ略奪「黒の日」の悪夢が蘇ったことだろう。アラウシオの戦いの起った10月6日は、「悪夢の日」と名付けられ、残された執政官プブリウス・ルティリウス・ルフスは、ユニオレス（青年組）がイタリア半島から脱出しないよう手配しており、非常事態宣言が出されたのかもしれない（tumultus、騒乱宣言）。しかしアラウシオの後、彼らはイベリア半島へ向かったようだ。
紀元前104年、マリウスは2度目の執政官となり、新年に凱旋式を挙行、ゲルマン民族連合に対するインペリウムを付与された。ティトゥス・リウィウスの梗概によれば、凱旋式の装いのまま元老院に乗り込んだというが、キンブリ族への恐怖から、マリウスの執政官は長く続いたという。この後マリウスが5回連続執政官に選出されたことから、ローマはかなりのパニック状態であったと想像できる。この年から、シキリア（シチリア）で奴隷の反乱が起っており（第二次奴隷戦争）、穀物供給への影響が出てきていた。プルタルコスによれば、捕縛されていたユグルタは王の装束を剥ぎ取られて裸にされた上、耳飾を耳朶ごと引き千切られて地下の牢獄に放り込まれ、6日後に餓死したとしている。スッラは、マリウスのレガトゥスに採用されている。

#### マリウスの軍制改革
ガイウス・マリウスの2度目の執政官時代、以前は最重要な鷲だけでなく、ローマ軍団には狼、ミノタウルス、馬、イノシシの標識もあり、その少し前から鷲のものだけが携行されるようになってはいたが、マリウスによって完全に、鷲だけがローマ軍団に割り当てられるようになった。
—ガイウス・プリニウス・セクンドゥス、『博物誌』10.5.16

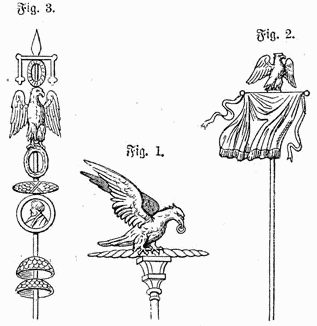
ローマ軍団の鷲旗

ハンニバルとの戦いで鍛え上げられた軍団兵や指揮官が引退した後、大規模な戦争を体験していないローマ軍は弱体化しており、さらに武器を自弁し、普段は農夫を務め、戦時には兵士を務めるという市民の理想の姿は、海外属州の増加によって、長期間家へ帰れなくなると、実現不可能なものとなりつつあった。海外での戦勝で獲得した奴隷を使役し、ノビレスがラティフンディウム（大土地所有制）を展開したとされるが、中小農民が駆逐されるほど広がっていたかどうかは、学者の間でも意見が分かれている。この時期行われたローマ軍の改革で、マリウスが軍団兵をプロ化したと言われてきたが、それ以前から徐々に制度改革は進められており、装備の支給や、一部兵士のプロ化もあったと考えられている。ただ、マリウスはアフリカに遠征する際、これまで兵役義務のなかったプロレタリイ（無産階級）を軍団に加えたとされ、そうした兵士が増えていったのは確かだろう。従来通りの徴兵も、おそらく続けられた。
資産階級（ケントゥリア民会のクラッシス）ごとに招集していたウェリテス（散兵）、ハスタティ（青年の第一戦列）、プリンキペス（壮年の第二戦列）、トリアリィ（ベテランの第三戦列）、エクィテス（騎兵）の分類はなくなり、全員がピルム（投げ槍）やグラディウス（片手剣）といった同じ装備の重装歩兵に統一された。その上で重装歩兵としての武器と訓練は志願者の階級に関係なく、国家が準備するものとした。また騎兵や散兵・弓兵は同盟軍や傭兵から必要に応じて雇用する制度を整え、これをアウクシリア（補助軍）と名付けた。
無産階級が重装歩兵の担い手として軍に加わったことで、一時帰郷を必要としないプロ兵士の割合が増加し、安定的に軍団を編成できる様になったローマ軍はこれまでにない長期間の遠征を実施する事ができるようになり、装備だけではなく訓練も一律化され、剣闘士の訓練を取り入れている。常備軍に近づいたことで、経験を積んだ軍団の戦闘能力を維持しやすくなり、標識が統一されたこともあって、各軍団は独自色を持つようにもなっていった。しかし、無産階級の軍団兵の引退後については、市民兵という建前上、制度化された対策はとられず、軍団司令官の力量によって土地が分配されたため、司令官個人への依存が強まることになった。
マリウスの改革を契機に、ローマ軍は国家の軍隊から有力者達の私兵集団へ変質したとされるが、後の内乱で兵士達の去就が将軍の地位と主張の正当性に左右された事から、市民軍としての性質が必ずしも失われた訳ではないともされる。
編成面ではマニプルス（歩兵中隊）よりもコホルス（歩兵大隊）が中心になり、所属する戦列に関係なくコホルス単位での独自行動も可能となった。これまでの三重戦列は基本のままだったが、以前は30のマニプルスを指揮していた軍団司令官にとっても、それぞれが指揮官を持ち、均一化され独自展開出来る10のコホルスに指示する方が、負担の軽減になった。帝政後期までローマ軍の基本制度として機能した。

#### 執政官 II
ガイウス・マリウスよりも多くの敵がいた人間がいるだろうか。ルキウス・クラッスス、マルクス・スカウルス、メテッルス家と言った面々で、他にもいたかもしれない。しかし彼らは敵であるマリウスを、ガリアから呼び戻すことを議決しなかっただけでなく、戦争に配慮して、正規の手続きを無視してでも彼にガリア属州を与えたのだ。
—キケロ、『執政官の属州について』19

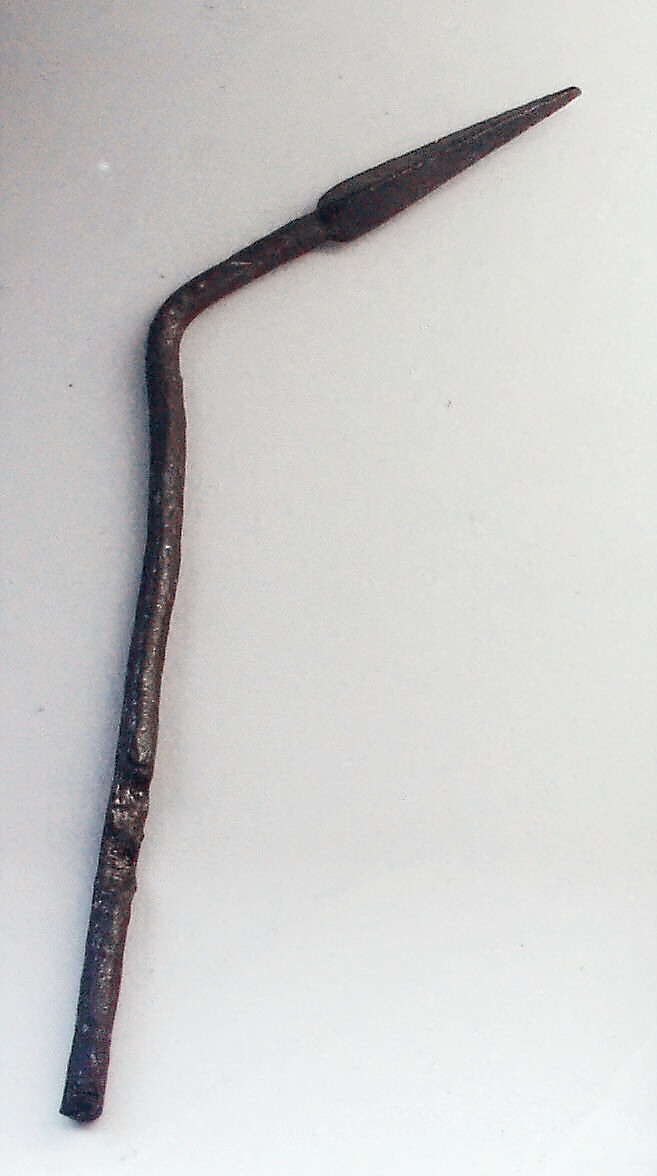
折れ曲がったピルムの先

2度目の執政官となったマリウスは、軍団を再編成すると訓練に徹した。マリウスは、アフリカでメテッルス・ヌミディクスの下にいたベテラン兵よりも、ルティリウスによって編成された規律を守る新兵を選んだようだ。プルタルコスによれば、マリウスは軍団兵が兵站に頼る事を許さず、鎧・兜・剣・槍・工具・食料袋などを一式に纏めたものを肩に担いで行軍する厳しい訓練を繰り返した。重装歩兵の迅速な行軍を可能としたこの戦術は「マリウスのロバ」と呼ばれた。ピルムに改修を施し、相手の盾に刺さると折れて盾を持ち辛くする工夫を加えたとも言う。

#### 執政官 III
マリウスはロダヌス川（ローヌ川）の東に野営し、またローマ市不在のまま、翌紀元前103年の3度目の執政官に選出された。その年の護民官にはルキウス・アップレイウス・サトゥルニヌスが選出された。ゲルマン民族は移動中で、マリウスはその到来を待ち構え、訓練を続けた。恐らくこの間に、ロダヌス川の河口に土砂が堆積して船が出入りしにくくなっているのを見て、新しい水路を切り開き、軍に協力したマッシリア（現マルセイユ）の人々にプレゼントしたと、ストラボンが記している。このアルレス（現アルル）からイストルまでの運河、Fossae Marianae（マリウスの運河）は、ゲルマン民族に対する防衛のために作った可能性があり、軍団への補給の役にも立っただろう。利便性とこの運河からあがる通行料は、マッシリアの発展にかなり貢献したはずで、マリウスと強固に結びついたことだろう。
この年の選挙は、ゲルマン民族への恐怖が薄まっており、マリウスも苦労したようだ。プルタルコスによれば、ユグルタ戦争の真の立役者はスッラであると主張していた貴族たちは、ゲルマン民族との戦争が始まって黙っていたが、また批判を始めたといい、同じプロパガンダを繰り返し、スッラとの仲も決裂したのかもしれない。マリウスは選挙のためにローマ市へ帰ったが、アラウシオで負けたグナエウス・マッリウスを、プレプス民会でつるし上げ追放した護民官サトゥルニヌスは、マリウスの退役兵に土地を分配する法を制定し、マリウスの再選をサポートした。

#### 執政官 IV
紀元前102年、マリウスは4度目の執政官に選出され、同僚執政官はクィントゥス・ルタティウス・カトゥルスであった。プルタルコスは、クィントゥス・セルトリウスが敵に潜入していたとするが、ゲルマン民族が接近していることは分かっていたようだ。彼らは、リグーリア州から海沿いにイタリアへ侵入し、マリウスを攻撃するグループと、アルプスを大回りして北東から侵入するグループに分かれ、挟撃作戦を展開しようとしていたとプルタルコスは言うが、古代の行軍速度、しかも荷物と家族連れで可能だったかかなり怪しい。
この年、プラエトルのマルクス・マリウスが、恐らくヒスパニア・ウルテリオルに派遣され、ケルティベリア人の助けを受けてルシタニア（現ポルトガル）人に勝利している。彼はおそらくガイウス・マリウスの弟で、古代の史料によれば、このプラエトルには軍団を回す余裕がなかったとされ、そのため現地のケルティベリア人を雇ったと考えると、彼はもう少し北のヒスパニア・キテリオル（近ヒスパニア）で戦いつつ、キンブリ族の動向をガイウス・マリウスに伝えていたのかもしれない。マルクスはこのすぐ後に亡くなったとみられるが、マリウス兄弟はこの地で資産も増やしたことだろう。また、おそらくこの頃、カエサルの同名の父が、マリウスのユグルタ戦争の退役兵たちを、ケルキナ島に入植させている。
キンブリ族は、アラウシオの戦いの後、ナルボ・マルティウス（現ナルボンヌ）周辺を略奪しながらピレネー山脈を越え、イベリア半島へ侵入したが、ケルティベリア人に追い出され、テウトネス族と合流、現在のパリ付近で部族会議を開き、キンブリ族とティグリニ族はアルプス越え、テウトネス族とアンブロネス族は海沿いに侵入することを決定したのだろう。マリウスはまず、この海沿いに侵入してきたゲルマン民族と戦うことになった。

#### アクアエ・セクスティアエ

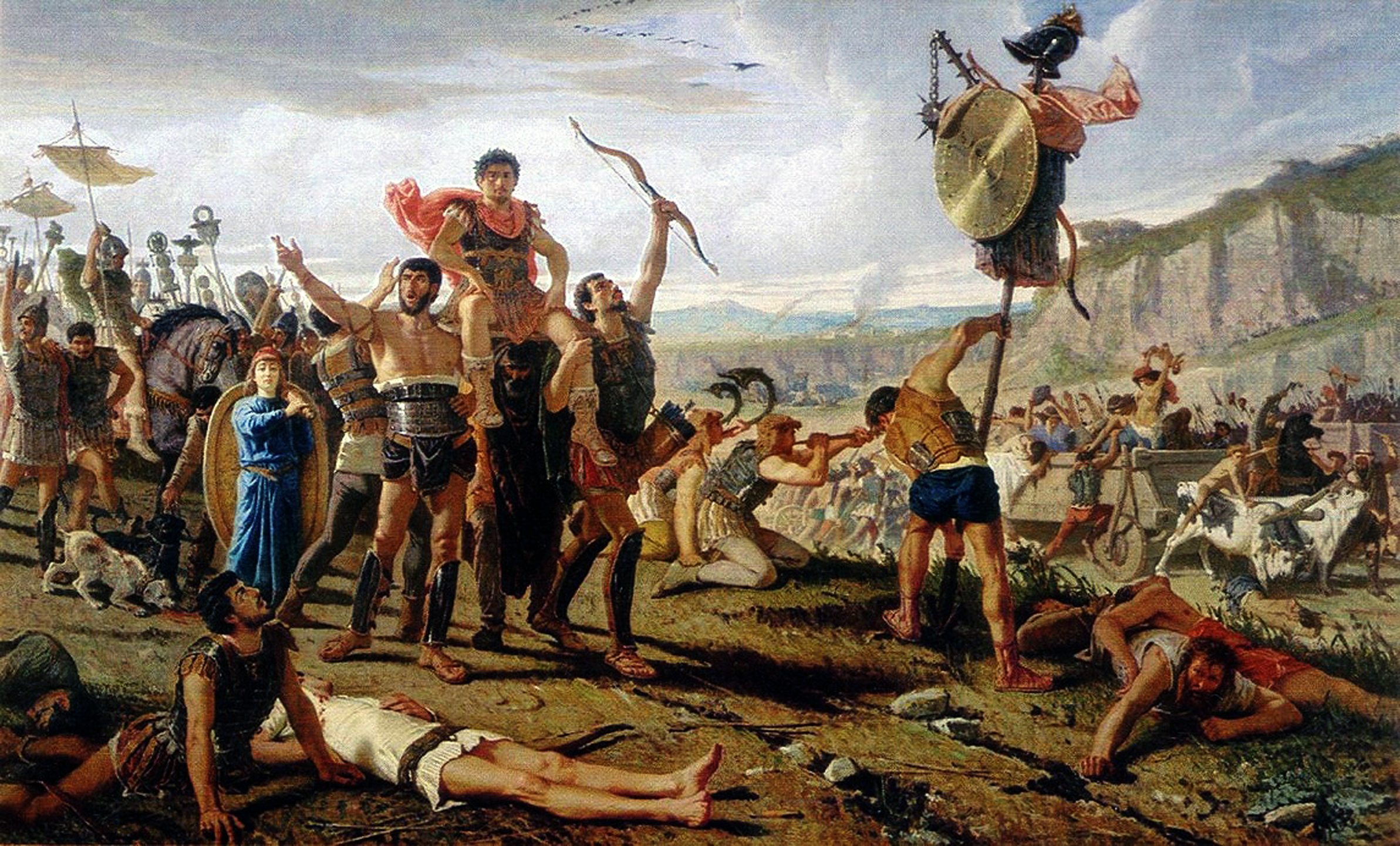
「キンブリ族に勝利したマリウス」サヴェリオ・アルタムーラ（1863年）

プルタルコスによれば、前102年の初夏、マリウスの野営地は攻撃され、3日間守り切ると、諦めて通過していき、通り過ぎるまで6日かかったと言うから、敵の数は13万程度と予想される。この日数が本当だとすれば、アルレスにあったとされるマリウスの陣から、アクアエ・セクスティアエ（現エクス＝アン＝プロヴァンス）は近すぎるため、マリウスはウァレンティア（現ヴァランス (ドローム県)）に野営しており、敵を追跡したのかもしれない。ウァレンティアは、かつてハンニバルが渡河した地点でもあった。
テウトネス族たちは、アクアエ・セクスティアエで温泉につかり始め、少し離れて野営したマリウス軍からも、温泉に向かった兵がおり、小競り合いから交戦が始まり、まず3万のアンブロネス族が敗走、翌日、丘の上に布陣したマリウス軍に、テウトネス族が襲いかかったが、後方に伏せておいたレガトゥスのマルクス・クラウディウス・マルケッルスが不意打ちをかけ、一方的な虐殺となった。プルタルコスによれば、戦場から逃げ出したテウトネス王テウトボドも追手に捕縛され、二つの部族は消滅、残された膨大な遺骸は養分として土地を肥沃にし、マッシリアの農民は葡萄畑の垣根を蛮族の骨で作ったと言う。
マリウスは、またローマ市不在のまま次の執政官に選出された。元老院はマリウスの凱旋式を認めたが、マリウスは拒否し、ガリア・トランサルピナ（アルプスの向こう側のガリア）へ向かった。キンブリ族は、夏にアルプスを越えてガリア・キサルピナ（アルプスのこちら側のガリア）に侵入、アルプスを守っていたマリウスの同僚執政官カトゥルスは、戦う前に退却しており、キンブリ族は、北イタリアを荒らし回った。カトゥルスが撤退したのは、おそらく秋のことだろう。スッラは、このときカトゥルスの軍でレガトゥスを務めていた。ディオドロスによれば、マリウスはビテュニア王ニコメデスに援軍を求めたが、ビテュニア人は皆奴隷にされていると返答されたため、属州の奴隷を解放することを元老院は決定した。

#### ウェルケッラエ
マリウスはキンブリ族、テウトネス族と戦う日を決定すると、兵士たちにたらふく食べさせ、野営地の前に並ばせた。敵の行軍にプレッシャーをかけ、疲弊させるためである。こうして敵を疲れさせた後、蛮族が日光と風と埃に晒されるように戦列を組み上げることで、更に敵を弱らせた。
—フロンティヌス、『戦術論』2.2.8

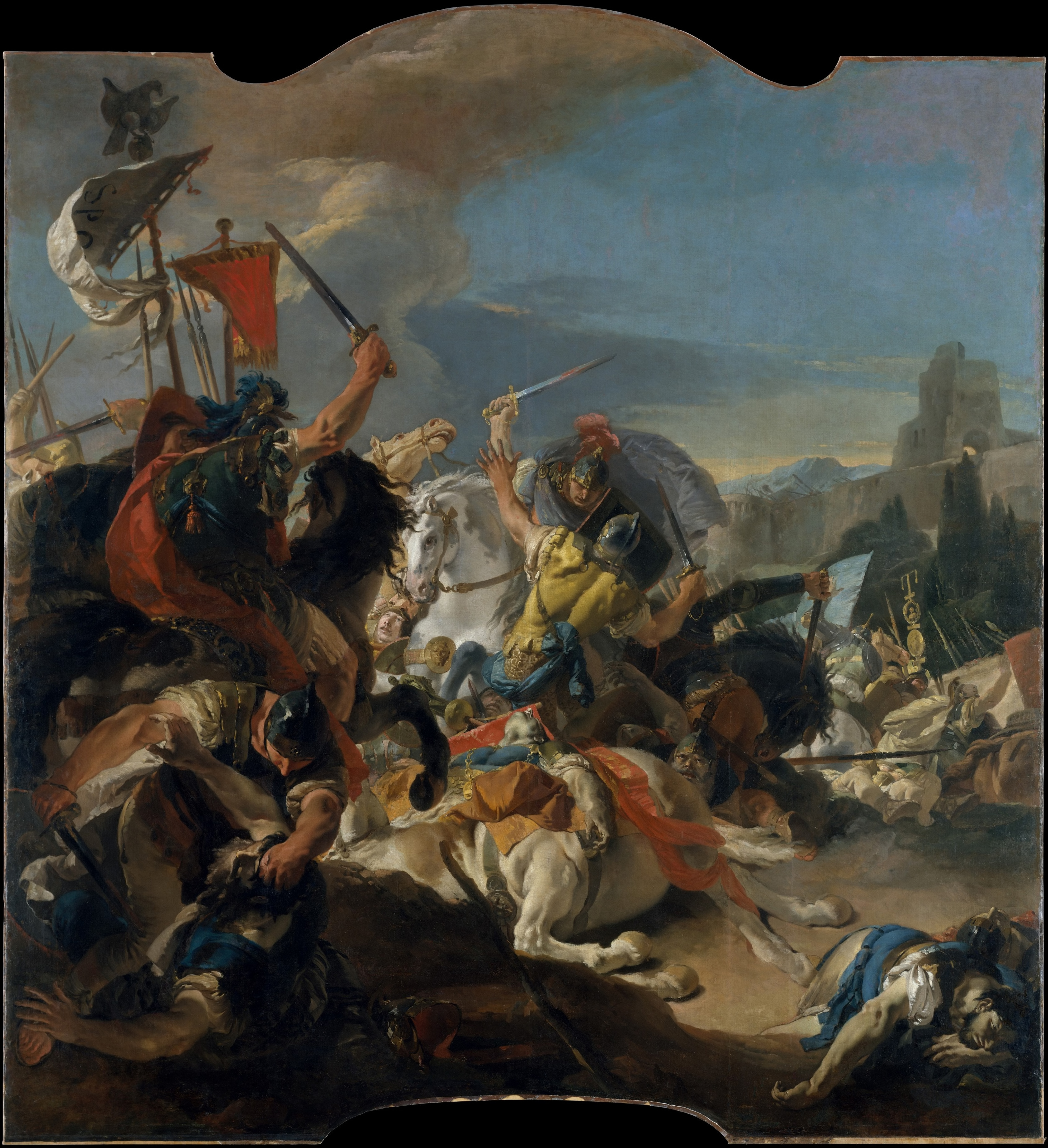
「ウェルケッラエの戦い」ジョヴァンニ・バッティスタ・ティエポロ（1725年-1729年）

フロルスは、キンブリ族がトレントを経由してイタリアへ侵入し、ヴェネツィア周辺で過ごすうちに堕落したとしているが、行軍距離から言ってかなり無理があり、挟撃するつもりなのであれば、アルプス北西のグラン・サン・ベルナール峠を越えて侵入したのかもしれず、交戦したのは、フェラーラ近郊だと考える学者もいる。
紀元前101年、同僚執政官はマニウス・アクィッリウスで、マリウスはプロコンスルのカトゥルスと合流し、ウェルケッラエ（現ヴェルチェッリ）周辺でキンブリ族と戦い、6月30日に勝利すると、二つの勝利をカトゥルスと共に凱旋式で祝ったという。7月30日のことだった。後に、この戦場に近い、エポレディア（現イヴレーア）に植民市が築かれている。リウィウスの梗概によれば、マリウスを嫌っていたローマの第一人者たちも、彼の功績を認めたといい、プルタルコスによれば、マリウスは第三の建国者と讃えられたという。マリウスは勝利を記念し、ローマ市にホノースとウィルトゥース神殿などの施設を建設した。

### 国内政治

#### サトゥルニヌスとの同盟

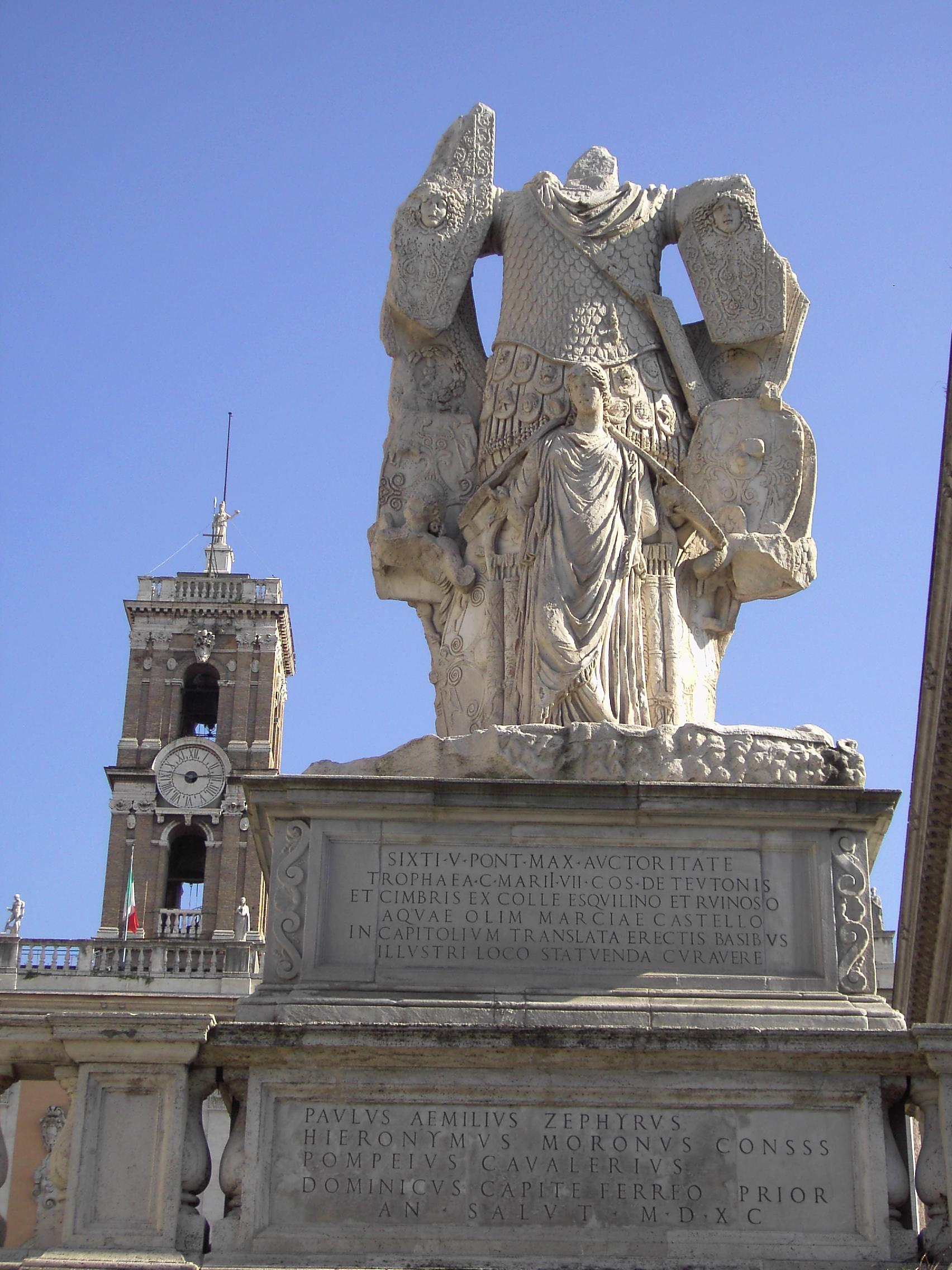
「マリウス戦勝像」（マリウスのトロフィー）
(1590年にニンファエウム・アレクサンドリから移設されたもの)

この年の護民官は、ガイウス・セルウィリウス・グラウキアで、翌年の護民官選挙を仕切っていたが、当選者が謎の死を遂げ、サトゥルニヌスが代わりに当選とされた。この二人は前年、ケンソル（監察官）であるメテッルス・ヌミディクスに、元老院を追放されるところを、同僚ケンソルであったガイウス・カエキリウス・メテッルス・カプラリウスによって免れており、復讐の機会を狙い、政務官職を手に入れたがっていた。リウィウスの『梗概』によれば、マリウスはサトゥルニヌスの当選をサポートしており、この二人と組むことで、翌年の執政官の地位を手に入れた。
マリウスがヌミディクスを憎むよりも、逆の方がより自然であり、この接近は純粋に政治的思惑によるものなのだろうが、プルタルコスが慎重に引用するルティリウス・ルフスによれば、マリウスが当選したのは買収によってであり、対立候補のヌミディクスを落選させたという。ヌミディクスが本当に執政官に立候補していたのだとすれば、政務官の就任を制限するウィッリウス法に違反することにはなるが、当時マリウスが連続当選しており、その流れで立候補したのかもしれず、もし当選していれば、マリウスらの計画を掣肘することも、彼らの訴追から自分を守ることもできたのだが、実際に当選したのはマリウスと親しいルキウス・ウァレリウス・フラックスであった。
マリウスがサトゥルニヌスと同盟せざるを得なかったのは、やはり元老院で彼の連続当選に反対する声が高まっていたからだろう。

#### アップレイウス法
紀元前100年、マリウスは6度目の執政官に選出された。同僚執政官フラックスは、まるで召使いだとルティリウス・ルフスは表現している。護民官となったサトゥルニヌスは、マリウスが征服したガリアの地を退役軍人に与える「アップレイウス農地法（Lex Appuleia agraria）」をプレプス民会で成立させ、反対する元老院議員に対し、5日以内にこの法の遵守を宣言するように迫った。メテッルス・ヌミディクスはこれを拒否し、ロードス島に亡命した。サトゥルニヌスは他にも、低価格で穀物を供給する法を、大カエピオの息子小カエピオの反対を押し切って成立させ、海外に退役兵の植民市を建設し、それぞれの場所で3人にローマ市民権を与える権限をマリウスに与える法も成立させたが、暴力によってであった。

#### サトゥルニヌス切り捨て
この年、グラウキアはプラエトルになっており、彼らの急進的な手法は急速に支持者を減らし、マリウスも巻き込まれると感じて彼らと距離をとり、貴族たちに近づいたが、更にサトゥルニヌスは翌年の護民官を、グラウキアは執政官を狙って選挙運動を繰り広げ、対立候補を暴力で排除しようとしたため、元老院はセナトゥス・コンスルトゥム・ウルティムム（元老院最終決議）を行い、それを受けて執政官であったマリウスは、彼らの立て籠もるカピトリヌスの丘を包囲して降伏させた。
このとき、マリウスに対し、プリンケプス・セナトゥス（元老院第一人者）であるマルクス・アエミリウス・スカウルスが、反乱の鎮圧を迫ったとされるが、この時期、マリウスとスカウルスは、マリウス一派が属州で収奪した富を分け合っていた可能性があり、その関係は紀元前90年代まで保たれたと考えられている。ベイディアンらは、この時期のローマは、メテッルス派とマリウス派に分かれており、スカウルスはメテッルス派の首領であったとするが、彼が選挙でメテッルス家の援助を受けていたとは考えられず、当時の彼ほどの権勢を持っていれば、他の派閥に縛られる必要もなかっただろう。
この年の12月10日、サトゥルニヌスらは結局殺害され、次の年の護民官、クィントゥス・ポンペイウス・ルフスらが、メテッルス・ヌミディクスを呼び戻す法案を提出したが、マリウス派の護民官が反対している。
そして翌紀元前99年、元老院はローマの公敵としてアップレイウス法を破棄し、退役軍人の植民は立ち消えとなったが、おそらくマリウスの功績に配慮し、コルシカ島のマリアナにだけ入植が行われた。モムゼンは、サトゥルニヌスはマリウスの独裁を目指しながら本人の協力を得られず、最後には見捨てられる事になったとしている。

#### 紀元前90年代
ローマの派閥をこの時代の訴追から分析した学者がいるが、ベイディアンは派閥のメンバーが流動的であったことを認めつつも、基本的にはマリウス派とメテッルス派が覇を競っていたと考え、グルーエンは逆に、マリウスがメテッルス派に近づき、元老院内での地位を固めた時期だと考えており、更にそれらの派閥の存在に疑いを抱き、彼らは派閥や時には家族よりも自己の自由を重んじたと考える学者もいる。
この頃のローマは対外的には小康状態を保っており、この時期マリウスといわゆるオプティマテス（閥族派）の関係は良好だったとも考えられている。マリウスは、紀元前98年頃に、神官団からの推薦を必要とするアウグルに選出され、マリウスの義兄であるカエサルの父は、この時期プラエトルに就任しており、これはマリウスと貴族の関係が良好であった証拠で、更にスカウルスとの友好関係が考えられ、マリウスと貴族との間を取り持ったのも彼だろう。紀元前90年代の後半には、オプティマテスと目され、戦争中はマリウスと敵対していた、雄弁家のルキウス・リキニウス・クラッススの娘と、小マリウスの結婚が実現している。
紀元前97年には、レガトゥス（使者）として小アシアに赴き、大地母神キュベレーに生け贄を捧げている。プルタルコスは、この東行を、メテッルス・ヌミディクスの帰還が決まったため、その姿を見たくなかったからだとしている。キケロによれば、マリウスがアウグルに選出されたのは、この任務中だったという。
執政官を幾度も務めたマリウスは、最後に残されたケンソル（監察官）という名誉を狙うべきであったが、そうしなかったのは落選を怖れてのことだとプルタルコスはしている。ベイディアンは、ケンソル職を諦めるのと引き換えにアウグルが与えられたのだとしたが、この時期のマリウスが、いくらサトゥルニヌスと組んでいたことで評判を落していたとしても、落選を怖れるような窮地にあったとは考えにくく、単純に前97年のケンソル選挙の時期にローマにいなかったと考えるのが合理的かもしれない。
紀元前95年頃、元同僚のマニウス・アクィッリウスや、マリウスが市民権を与えたクリエンテスの一人が訴追された際には、マリウス自身が彼らを弁護しており、彼を引っ張り出すのが目的だったする説もある。キケロによれば、クリエンテスの弁護では、自身の威厳でもって無罪を証明したが、アクィッリウスの裁判では、弁護人であるマルクス・アントニウス・オラトルの同情を誘う作戦に、声を上げて泣いてみせることで協力したという。

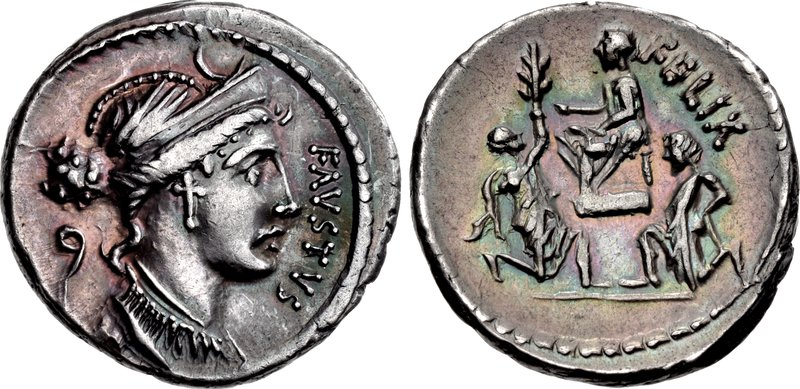
スッラの子ファウストゥスが鋳造したデナリウス銀貨。ボックスがユグルタをスッラに献上する様子が刻まれている

一方スッラは、キンブリ・テウトニ戦争での戦功があったにもかかわらず、次の選挙に立候補したのは紀元前95年になってからで、一度落選し、翌年買収によってプラエトルに当選しているが、彼の出世が遅れたのも、マリウスの影響力が健在だったからだろう。マリウス四度目の執政官の時に、同僚執政官だったカトゥルスの指揮下にスッラが移籍した事で次第に険悪な関係となり、紀元前91年にボックスがスッラのユグルタ捕獲を讃える彫像をローマに進呈してマリウスの面子を潰した事により、両者の対立は決定的なものとなったとされる
国内外で不穏な兆候があったものの、この10年を無為に過ごしてしまったために、後に様々な問題が噴出することになる。

### 同盟市戦争

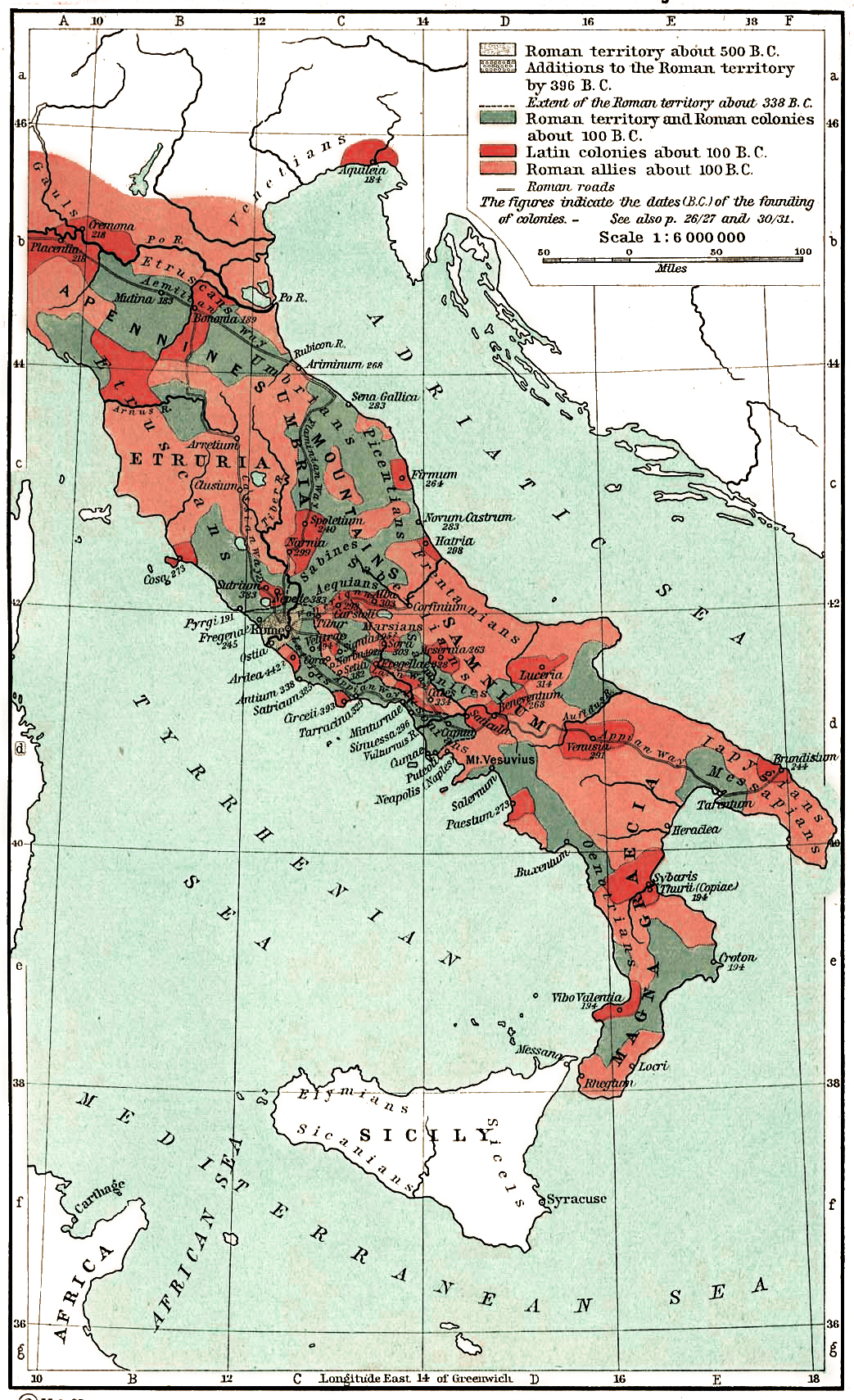
紀元前100年の状況。緑がローマ領、赤がラテン植民市、オレンジが同盟市の領域

紀元前91年、護民官マルクス・リウィウス・ドルススは、スカウルスや雄弁家クラッススの援助を受け、審判人や元老院の改革法案、同盟市にローマ市民権を与える法案を提出したが、暗殺された。ひょっとすると、雄弁家クラッススを通じてマリウスも協力を求められた可能性もあるが、おそらく中立を保ったのだろう。モムゼンによれば、この護民官ドルススの失敗によって、市民権を求める同盟市は絶望し、同盟市戦争が起ったといい、一般的には通説として受け入れられている。
紀元前90年、執政官ルキウス・ユリウス・カエサルがイタリア南部を、プブリウス・ルティリウス・ルプスが北部を担当し、同盟市戦争を戦った。スッラはルキウス・カエサルのレガトゥスとして、マリウスはルティリウス・ルプスのレガトゥスとして従軍しており、同じルプス配下のレガトゥス、グナエウス・ポンペイウス・ストラボは、アスクルム（現アスコリ・ピチェーノ）を包囲している。
オロシウスによれば、ルティリウス・ルプスはマリウスの遠縁だったというが、軍団の質を心配して慎重であるよう進言したマリウスを彼は無視している。ルティリウス・ルプスと小カエピオが戦死すると、マリウスは彼らの軍団を引き継ぎ、南部から進軍してきたスッラと共に、マルシ族を挟撃した。しかしプルタルコスによれば、体調不良のためこの年で指揮官から下りている。
紀元前89年、執政官となったポンペイウス・ストラボは、アスクルムを陥落させ凱旋式を挙行した。スッラは引き続きレガトゥスを務め、複数の都市を落し、サムニウム軍をノラ（現ノーラ (ナポリ県)）で破るなど活躍した。この頃のマリウスが、カンプス・マルティウスで訓練していたことを、シケリアのディオドロスらが記しており、軍団の訓練不足を嫌って辞退した可能性も無くはないが、野心家の彼を、同じ野心家であるストラボや元老院が警戒して遠ざけた可能性もある。
かつて程の大勝利を挙げられなかった事で、スッラやポンペイウス・ストラボらの台頭に押されて行き、もはや隠しようの無い高齢への焦りが、マリウスを過激な行動へと駆り立てていく事となったのだろう。

### スッラとの内戦

#### ミトリダテス

紀元前89年の勢力圏。赤がローマ、緑がミトリダテス6世のポントゥス

紀元前88年、スッラはついに同僚クィントゥス・ポンペイウス・ルフスと共に執政官に選出され、アシア属州とミトリダテス6世に対するインペリウムを付与された。メテッルス派とみなされているポンペイウス・ルフスの息子と、スッラの娘は結婚しており、スッラの当選は同盟市戦争での活躍によるものであった。
ミトリダテス6世は、11才で王となり、ポントゥスを支配してその領土を拡大していた。前102年頃、ローマの有力者に賄賂をばらまいたという話もあり、紀元前96年にレガトゥスとしてアシアへ行ったスカウルスは後に訴追されている。同盟市戦争の裏で着実に勢力を伸ばしていたミトリダテスに対して、ローマはマニウス・アクィッリウス (紀元前101年の執政官)らを送り込んだが、おそらく彼自身の野望のために決裂し、ミトリダテスは小アシアに侵攻していた。アクィッリウスらが出発したのは、マリウスが同盟市戦争で活躍していた紀元前90年だと考えられており、マリウスの忠実な友人であったアクィッリウスが、彼のためにミトリダテスとの戦争を企んだ可能性もある。
実は以前のマリウスの東行は、ミトリダテスとの戦争を起こすためだというプルタルコスの説があるが、ほとんどの学者は否定的である。しかし、ほぼ全ての栄誉を軍事的成功によって得たマリウスが、ケンソル選挙を諦めて、わざわざアシアへ向かった理由を考えると、新たな戦争を望んでいたというのも、あり得ない話ではない。ミトリダテス戦争のインペリウムは、彼の長年の悲願だったのかもしれない。

#### スッラ

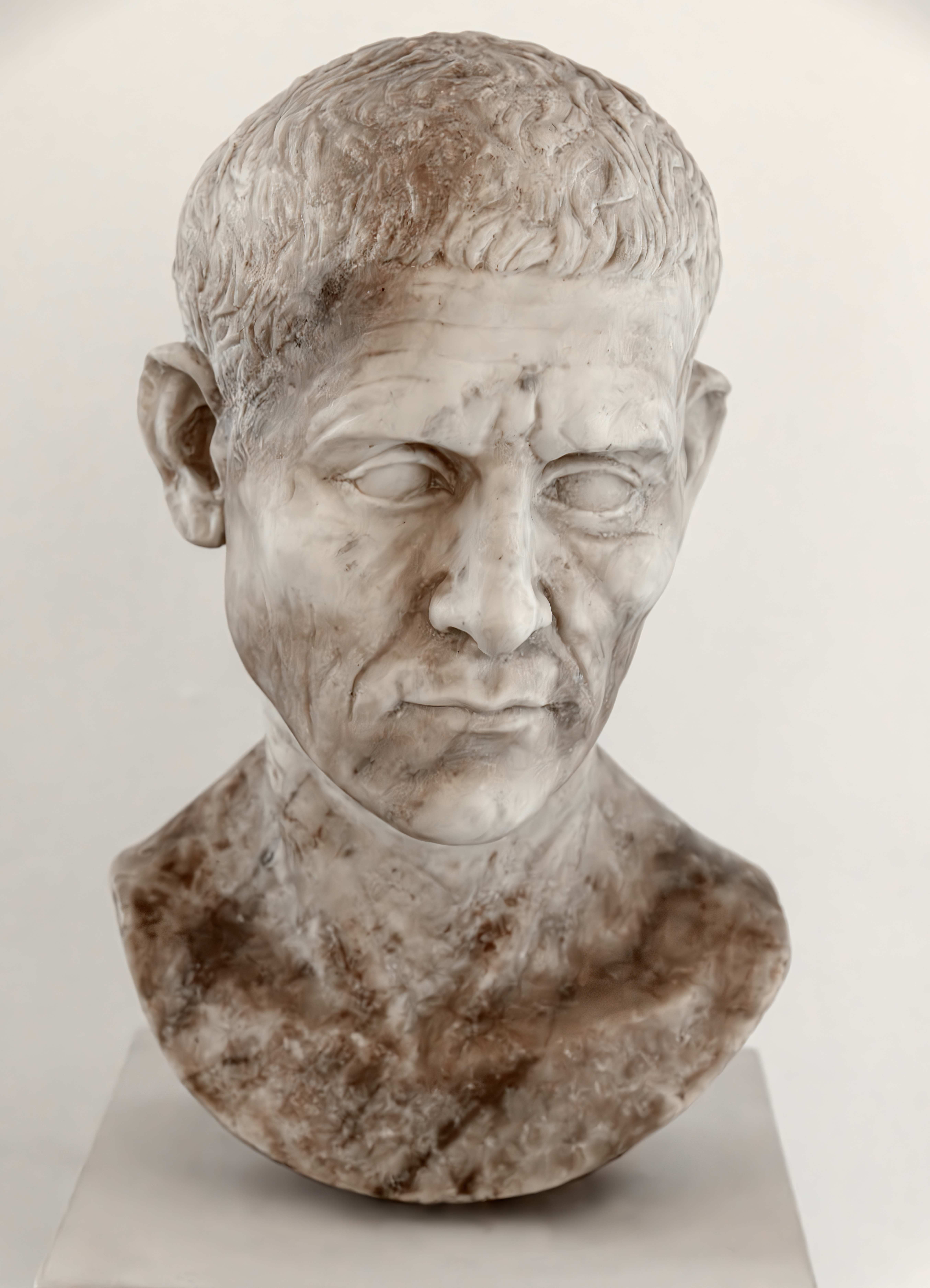
スッラとされる胸像（ナポリ国立考古学博物館）

スッラはプラエトルの後、ミトリダテスに対抗してカッパドキアのアリオバルザネスを復位させていたが、帰国後彼から賄賂を受け取ったとして訴追され、この訴追は後に取り下げられたものの、スッラのキャリアは台無しになっていた。この訴追は、マリウス派によるものと説明されてきたが、それでは何故取り下げられたのか説明が出来ず、単にグラックス時代以降落ちぶれていた訴追者の、名声回復のためだったのかもしれない。
スッラは紀元前138年頃の生まれと推測されており、パトリキの氏族ではあったが、古代の記録では落ちぶれた家とされる。しかし曾祖父や祖父はプラエトルを務めており、父親は無名ではあったが、そこまで落ちぶれていたわけではないだろう。スッラとしては、プラエトルに選出されたことで、十分に一族の威信を回復しており、同盟市戦争がなければ執政官に選ばれることもなく、彼自身もそこまで望んでいなかった可能性もある。選挙に勝つためには道徳的であることも必要であったが、スッラはその自堕落な生活を、批判されても続けたようだ。
ポンペイウス・ルフスとの関係や、他の交友関係から、スッラもメテッルス派とされてきたが、古代の記録に派閥の存在を直接示す証拠はなく、彼らはすぐに乗り換えるなど、あまりにも個人主義的なため、その存在自体を疑う説も根強い。家族や友情を元に協力しあう、グループがあったことは確かだろうが、90年代のスッラにそこへ参加する資格があったかどうかは疑問である。スッラは執政官に当選した後、スカウルスの未亡人で、メテッルス・デルマティクスの娘メテッラと結婚したが、一時隆盛を誇っていたメテッルス家は、メテッルス・ヌミディクス以降一人しか執政官を出せておらず、彼らの方が、スッラの軍事的才能と名声を必要とするようになったのかもしれない。同盟市戦争の結果、スッラはメテッルス家との関係を強化し、軍事的、経済的成功を期待出来る東方世界との戦争のインペリウムを得るなど、その運が大きくひらけたことになる。

#### 新市民登録問題
この年の護民官の一人、プブリウス・スルピキウス・ルフスは、新市民となったイタリック人と解放奴隷を、全35トリブス（選挙区、トリブス民会やプレプス民会の投票単位で、全市民がどこかに登録される）に登録する法案を提出した。反乱した同盟市に対し、ローマの指導層は市民権を付与することでローマ化させようとしていた。当初は新市民の影響力をなるべく削ぐために、全トリブスにではなく限定して登録する予定だった。しかし護民官ドルススの後継者ともみなされるスルピキウスが上記の提案をしたため暴動が起き、両執政官がローマを脱出した。スルピキウスは更に、ミトリダテス戦争のインペリウムをマリウスに移すプレプス民会決議を行った。ベイディアンらは、新市民登録への反発が強かったことから、スルピキウスが後ろ盾を必要としてマリウスに近づいたのではないかと考えている。

#### スッラのローマ進軍
それを知ったスッラは同僚ポンペイウス・ルフスと共に、同盟市戦争の残党が抵抗するノラを包囲していた軍団を掌握したが、その際ほぼ全ての士官が同行することを拒否しており、この時点では軍団兵の私兵化が完成していたとは言いがたい。アッピアノスによれば、マリウスに別の軍団を立ち上げるられると自分たちが戦争のおこぼれに預かれなくなると考えて、兵士たちはスッラに従ったという。
マリウスは自分が軍団を掌握するため、スッラの元に親戚であるマルクス・グラティディウスらを派遣したものの、スッラは彼らを殺し元老院からの使者も追い返してローマ市へ急進、マリウスに迎撃のための時間的余裕を与えなかったが、エスクイリーナ門から侵入したところで市民の激しい抵抗に遭い、街に火を放った。エスクイリヌスの丘で抵抗を続けていたマリウスは、別働隊に背後を突かれそうになったため退却した。マリウスは市民、騎士、元老院議員らを動員する一方で奴隷に自由と引き換えに戦う事を要求したが、これに応えたのはわずか3人だったとされ、スッラに対抗できずにローマから脱出するに至った。
ローマを占領したスッラはすぐに元老院を召集し、スルピキウスの法を破棄してマリウス親子ら12人に「公敵」宣言を行い、翌年の執政官を選挙で決めると、ミトリダテス戦争へと向かった。元老院では年老いたスカエウォラ・アウグルただ一人が、スッラの脅しにも屈せず、ローマとイタリアを守ったマリウスを公敵とすることに反対したという。スカエウォラ・アウグルは、雄弁家クラッススの義父であった。ルキウス・コルネリウス・キンナとグナエウス・オクタウィウスが紀元前87年の執政官となった。

#### 逃亡生活
「総督はマリウスがアフリカに上陸することを禁じている。これに逆らうなら、元老院決議に基づき、お前を国家の敵として扱うことを宣言する」。これを聞いたマリウスは、怒りと悲しみに言葉を失い、長いこと黙って役人をねめつけた。そして返答を求められると、うめくようにこう答えた。「逃亡中のマリウスが廃墟のカルタゴで座っていたのを見たと言え」。カルタゴの運命を自身の転落と重ねたものであろうか。
—プルタルコス、『対比列伝』マリウス、40.3-4

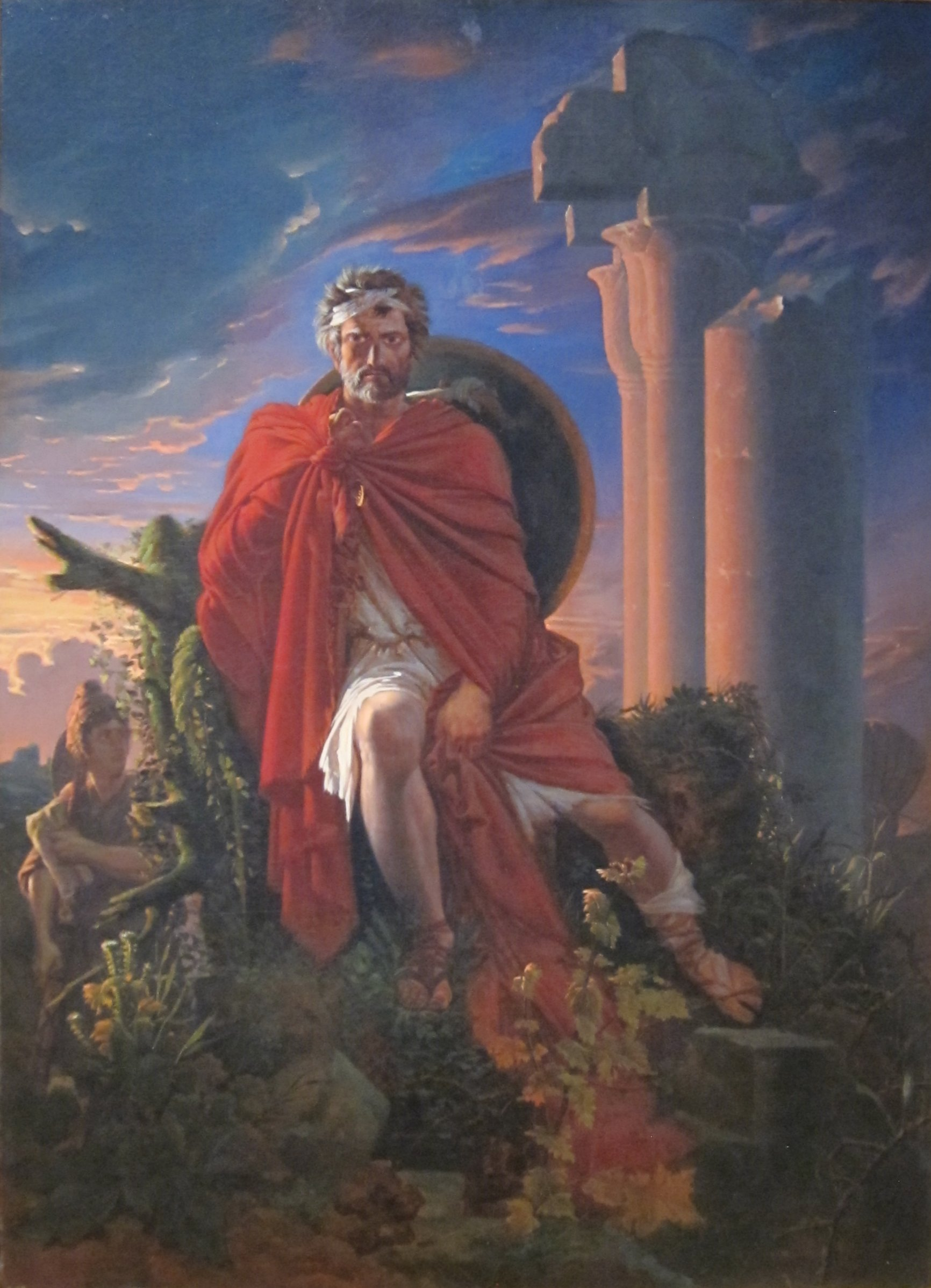
「カルタゴに佇むマリウス」
（1807年 ピエール＝ノラスク・ベルジェレ）

スッラは騎兵を放ってマリウスを追跡させたが、この時点で逃亡先の候補は、影響力を保持しているイタリア、ヒスパニア、アフリカの3つがあり、マリウスはローマから遠く、彼の退役兵が植民し、現地のクリエンテスも多いアフリカを選んだ。プルタルコスは、マリウスの逃亡を非常にドラマチックに描いており、他の人物伝での亡命との類似性もみられ、『千夜一夜物語』のようだとも評されている。
マリウスはまず旅の支度のためにローマ市の南にある自分の農場へ行き、そこで息子の小マリウスと別れ、オスティアから船に乗った。しかし支援者の用意してくれた船は小さく、ポンペイウス・ルフスと関係のあったタラキナ付近で上陸を余儀なくされ、惨めな陸路の逃避行を続けた。鷲の巣を受け止めた話をして、皆を勇気づけながら逃げるうちに船を発見したため、太って体調も悪いマリウスは必死に泳いで乗り込み、追っ手を躱したものの、結局ミントゥルナエ付近の河口で捨てられた。

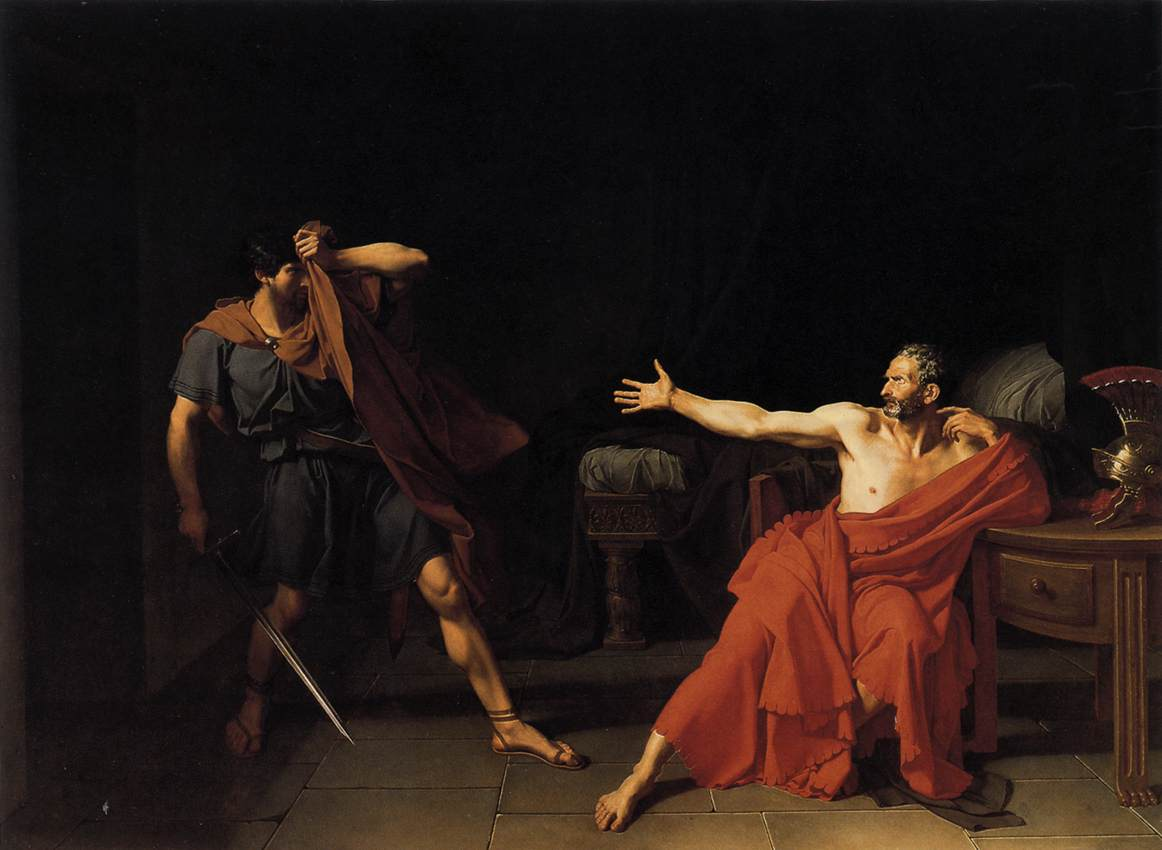
「ミントゥルナエのマリウス」ジャン＝ジェルマン・ドルーエ（1786年）

河口で隠れて休んでいたところ発見され、ミントゥルナエに連行されたが、彼の処分を巡って街の意見は二分し、結局自分たちの手を汚さないため、奴隷に処刑させようとした。プルタルコスは、処刑を命じられたキンブリ人が部屋の中に入ると、暗がりの中で目を爛々と輝かせたマリウスに、「お前はガイウス・マリウスを殺そうというのか！」と一喝され、逃げ帰ったとしているが、おそらく作り話だろう。街を管理する二人官は、結局マリウスに船と資金を与え、イタリアから追い出すことに決めた。
船を手に入れたマリウスは、アエナリア島で他の者達と落ち合い、腹心アクィッリウスが以前奴隷の反乱（第二次奴隷戦争）を鎮圧し、友好的なガイウス・ノルバヌスが担当していたシキリア属州に向かうと、テルマエで支援者から歓迎を受け、ウェヌス神殿で有名なエリュクスに、プルタルコスによれば水の補給に立ち寄り、アフリカ属州を目指した。
マリウスはまずメニンクス島に上陸して情報収集し、以前目を掛けたガウダの息子、ヌミディア王ヒエンプサルに、小マリウスが歓待されていると知ると、支援を集めるため、ガイウス・グラックスの植民地の中心カルタゴに向かったが、実際のところヒエンプサルは息子をローマの人質に取られており、対応に苦慮していた。属州総督も、カルタゴへの上陸を禁止したとプルタルコスは記しているが、支持者の多いアフリカでマリウスを処分すると、内乱になる怖れすらあった。
ヒエンプサルはボックスに頼り切っており、マリウスに敵対することを決めたが、美男子だった小マリウスは女性の協力で脱出しマリウスと合流、マリウスはケルキラ島に逃れて退役兵や現地兵を募集した。マリウスはここで退役兵500人とヌミディア騎兵500騎を集めたが、おそらく輸送用の艦隊も調達したことだろう。

#### 新市民登録問題再び

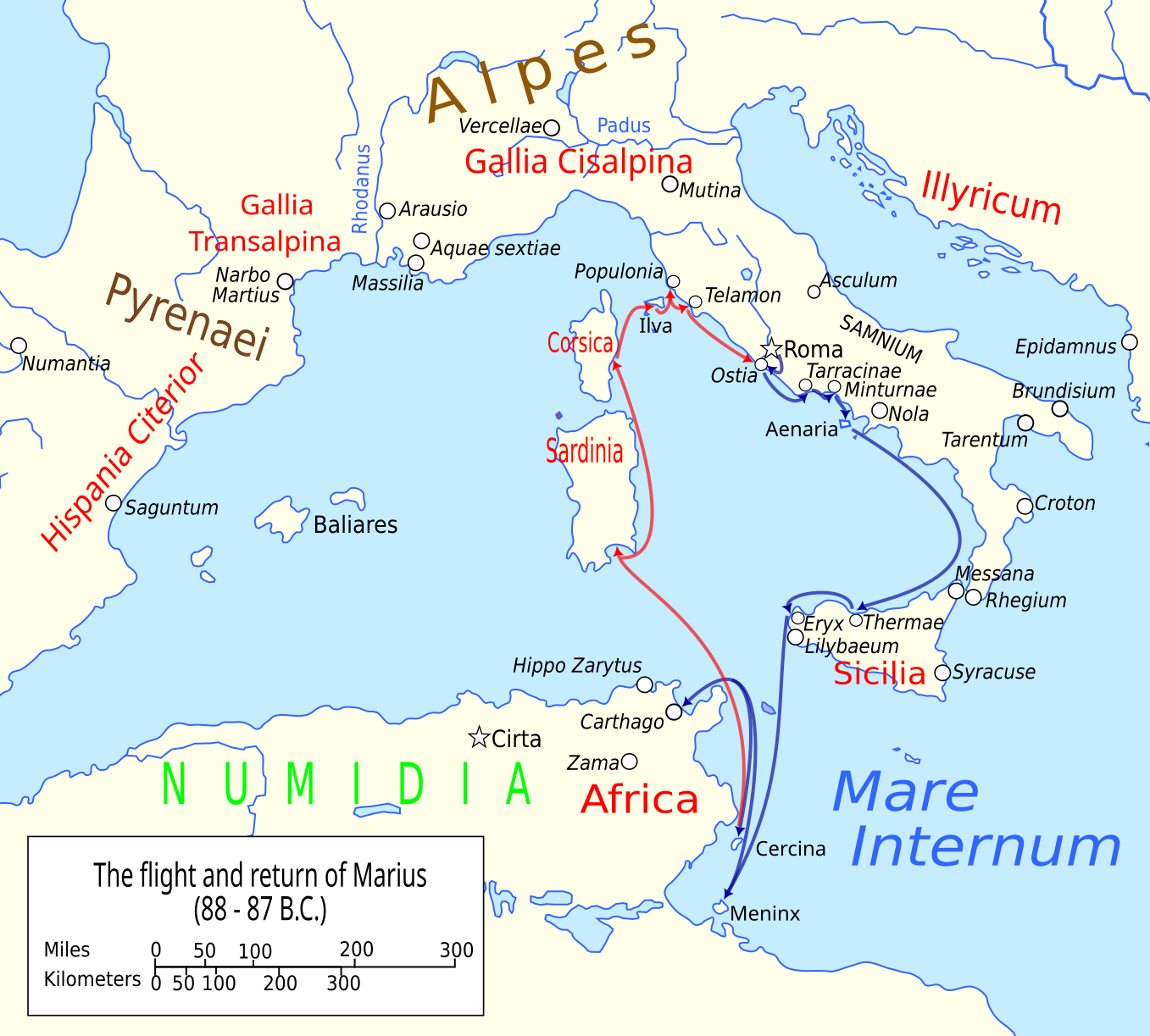
マリウスの逃亡と帰還ルート（予想図）

マリウスの逃避行とスッラのミトリダテス戦争の最中、ローマ市では執政官であるキンナが、同盟市戦争後の「新市民」登録を再び民会に諮り、また暴動となってローマ市を脱出すると、元老院はキンナを執政官から下ろすという法的には微妙な決議を行い、ルキウス・コルネリウス・メルラを補充執政官とした。キンナは近隣の新市民となった都市を回って支援を求め、更にノラへ向かうと、前年スッラと共にローマへ進軍したであろう軍団に対し、自己の正当性を訴え支持を取り付けた。キンナはアフリカにいるマリウスとも連絡を取り、イタリア南部の都市を回って11個軍団を集めるとローマへ進軍した。

#### キンナとのローマ進軍
おそらくローマ市に残ったマリウス派はキンナを支援しており、更にマリウスとキンナはローマ市を挟撃する計画を立てたのだろう、マリウスはイタリア本土を避け、サルディニア、コルシカ、イルバ島を経由して、エトルリアに上陸した。そこで兵と艦船40隻を集めると、スルピキウスがインペリウムを移したときに与えられた、マリウスのプロコンスルの地位をキンナが追認し、キンナは南から、マリウスは北からローマへ迫った。マリウスは、エトルリアで新市民のトリブス登録を保証して6000の兵を集めたとされるが、上陸地点はほとんど新市民がいない場所で、少々怪しい。帰還したマリウスはボロボロの格好で、髪もボサボサだったが、逆境によって更に凄味を増していたという。
マリウスは行く先々で奴隷を解放し、彼らを「バルダエイ」（棘付きの靴）と呼んで軍団に加え、キンナと合流すると3個軍団を任され、オスティアを占領した。マリウス・キンナ側はサムニウム人を味方につけたが、元老院は市民権を餌に兵力をかき集め、ローマの守備側ではポンペイウス・ストラボが気を吐き、ヤニクルムの丘まで侵入したマリウスも撃退された。このとき元老院は、まだ降伏しただけで市民権がなかった人々にそれを与えた可能性があるが、まだローマ軍のメテッルス・ピウス（ユグルタ戦争でのマリウスの上官の息子）と戦っていたサムニウムは除外したため、彼らはそれを約束したキンナ側についたのかもしれない。ストラボは2度目の執政官の椅子を狙っており、古代の記録ではポンペイウス・ストラボはキンナと交渉していたとするものもあるが、この後両陣営に疫病が流行すると、ストラボは病気または落雷で死亡した。
プルタルコスは、ストラボ陣営で反乱が起こり、息子のグナエウス・ポンペイウスがそれを収めたとしているが、ストラボの死後、執政官オクタウィウスが軍団の指揮をメテッルス・ピウスに移そうとしたところ、彼が拒否したため軍団兵が脱走、更にキンナの自由を与えるとの呼びかけでローマ市の奴隷も相次いで脱走、キンナと交渉しようとしたメテッルス・ピウスは、オクタウィウスが裏切り者と責めたため離脱し、兵力も食料も不足していた元老院は停戦交渉を行った。

#### 入城と復讐
キンナは自身の地位の正当性を主張したため、補充執政官メルラは自分から辞職し、元老院はキンナが正当な執政官と認める代わりに、流血沙汰は起こさないことを誓うよう求めたが、キンナは曖昧に答えると入城し、オクタウィウスを処刑した。キンナが入城した後もマリウスは城壁前に留まり、自身を含めた「国家の敵」宣言の撤回を求め、プレプス民会で追放された人々の召還が決議されるのを待って入城したという。
モムゼンによれば、入城したマリウスは閥族派を5日間に渡って殺戮し、それには以下の著名な人々が含まれていた。
- ルキウス・ユリウス・カエサル (紀元前90年の執政官)
- ガイウス・ユリウス・カエサル・ストラボ・ウォピスクス（紀元前90年のアエディリス・クルリス）
- マルクス・アントニウス・オラトル（有名な雄弁家。マルクス・アントニウスの祖父）
- プブリウス・リキニウス・クラッスス (紀元前97年の執政官)（マルクス・リキニウス・クラッススの父）
- ルキウス・コルネリウス・メルラ (紀元前87年の補充執政官)（キンナ解任後の補充執政官。自決）
- クィントゥス・ルタティウス・カトゥルス（かつてマリウスと共に凱旋式を挙行した）

マリウスは思う存分復讐に熱中し、死刑執行は奴隷軍団が受け持ち、その凶行には味方のセルトリウスもキンナに止めるよう願い出る程だったが、アントニウス・オラトルが死んだ際には首を持ってきた人間を抱きしめる程喜び、カトゥルスが命乞いした際には「死んでしまえ」と言い放ち、彼らの首をロストラ（元老院議場の前にある演壇）に並べたという。しかしこの虐殺は、プルタルコスがマリウスの敵の書いたもの参考にしていることから、学者からは疑いを持たれており、カルボといった彼の取り巻きがやったとも考えられている。マリウスがクラッスス父を憎んだのは、息子が銀山を多数所有していたと言われることから、幾度もヒスパニアを担当した彼が、マリウスの利権を横取りしていた可能性がある。メテッルス・ピウスはアフリカに逃れ、後にスッラの帰還に合わせて戻っている。

#### 執政官 VII
紀元前86年、キンナと共に執政官に選出された。7回目の執政官就任となったが、最初は市民の誇りとして、最後はその残虐さから憎悪の対象として就任し、70を越えていた彼は病にかかると、紀元前86年1月13日、死を迎えた。病に倒れてからもミトリダテスとの戦争を指揮していると妄想し、7度の執政官職も莫大な富も、戦争を指揮するという激しい欲望を満たす事はなかったと嘆きながら死んでいったとプルタルコスは描写しているが、精神に異常をきたしていたとするのは彼だけで、あまり信用できない。

#### マリウス・キンナ派の壊滅
マリウスの死後マリウス・キンナ派はキンナによって率いられたが、そのキンナも紀元前84年に兵士達の暴動に巻き込まれて命を落とし、その後は小マリウスやグナエウス・パピリウス・カルボ (紀元前85年の執政官)らを指導者としてローマ奪還を目指すスッラと激しい戦いを繰り広げたが敗退を重ね、紀元前83年にプラエネステで小マリウスが処刑（自害とも伝わる）された事によって内乱はスッラの勝利で幕を閉じた。キンナ派にはエトルリア出身者が多く、エトルリアはスッラに最後まで抵抗した。プラエネステは敗北後、成人男性が殺されたと伝わり、後にスッラによって退役兵の植民が行われている。セルトリウスはヒスパニアに逃れ、そこで抵抗を続けることになる。
勝者であるスッラはプロスクリプティオを施行してマリウス・キンナ派への大規模な粛清を実行し、既に死亡しているマリウスとその息子に代わって、マリウスの義理の甥にあたるマルクス・マリウス・グラティディアヌスを見せしめのため拷問にかけた上で処刑した。さらにマリウスの墓を暴いて遺灰をアニオ河に撒き、ユグルタ戦争とキンブリ・テウトニ戦争の戦勝記念碑も破壊した。

## 家族
息子の小マリウスは、雄弁家クラッススの娘リキニアと結婚したが、彼については不明な点が多く、子供がいたかどうかはっきりとわからない。マリウスには姉妹がおり、キケロの祖父の義兄弟となるグラティディウスと結婚し、その子はマリウスの弟、マルクスの養子に入った。他に、甥のガイウス・ルシウスがおり、前104年にマリウスの下でトリブヌス・ミリトゥムを務めたが、若い兵士ともめ事を起こして殺されている。
|              |              |              |              | カエサルの祖父 | カエサルの祖父 | カエサルの祖父 | カエサルの祖父 | カエサルの祖父 | カエサルの祖父 |        |        |            |            |            |            | マリウスの父 | マリウスの父 | マリウスの父 | マリウスの父 | マリウスの父 | マリウスの父 |          |          | フルキニア         | フルキニア         | フルキニア         | フルキニア         | フルキニア         | フルキニア         |  |  |        |        |                                          |                                          |                                          |                                          |                                          |                                          |                             |                             |                             |                             |                             |                             |  |  |  |  |  |  |  |  |  |  |  |  |  |  |  |  |  |  |
|              |              |              |              | カエサルの祖父 | カエサルの祖父 | カエサルの祖父 | カエサルの祖父 | カエサルの祖父 | カエサルの祖父 |        |        |            |            |            |            | マリウスの父 | マリウスの父 | マリウスの父 | マリウスの父 | マリウスの父 | マリウスの父 |          |          | フルキニア         | フルキニア         | フルキニア         | フルキニア         | フルキニア         | フルキニア         |  |  |        |        |                                          |                                          |                                          |                                          |                                          |                                          |                             |                             |                             |                             |                             |                             |  |  |  |  |  |  |  |  |  |  |  |  |  |  |  |  |  |  |
|              |              |              |              |                |                |                |                |                |                |        |        |            |            |            |            |              |              |              |              |              |              |          |          |                    |                    |                    |                    |                    |                    |  |  |        |        |                                          |                                          |                                          |                                          |                                          |                                          |                             |                             |                             |                             |                             |                             |  |  |  |  |  |  |  |  |  |  |  |  |  |  |  |  |  |  |
|              |              |              |              |                |                |                |                |                |                |        |        |            |            |            |            |              |              |              |              |              |              |          |          |                    |                    |                    |                    |                    |                    |  |  |        |        |                                          |                                          |                                          |                                          |                                          |                                          |                             |                             |                             |                             |                             |                             |  |  |  |  |  |  |  |  |  |  |  |  |  |  |  |  |  |  |
| カエサルの父 | カエサルの父 | カエサルの父 | カエサルの父 | カエサルの父   | カエサルの父   |                |                | ユリア         | ユリア         | ユリア | ユリア | ユリア     | ユリア     |            |            | 大マリウス   | 大マリウス   | 大マリウス   | 大マリウス   | 大マリウス   | 大マリウス   |          |          | マルクス・マリウス | マルクス・マリウス | マルクス・マリウス | マルクス・マリウス | マルクス・マリウス | マルクス・マリウス |  |  | マリア | マリア | マリア                                   | マリア                                   | マリア                                   | マリア                                   |                                          |                                          | マルクス・ グラティディウス | マルクス・ グラティディウス | マルクス・ グラティディウス | マルクス・ グラティディウス | マルクス・ グラティディウス | マルクス・ グラティディウス |  |  |  |  |  |  |  |  |  |  |  |  |  |  |  |  |  |  |
| カエサルの父 | カエサルの父 | カエサルの父 | カエサルの父 | カエサルの父   | カエサルの父   |                |                | ユリア         | ユリア         | ユリア | ユリア | ユリア     | ユリア     |            |            | 大マリウス   | 大マリウス   | 大マリウス   | 大マリウス   | 大マリウス   | 大マリウス   |          |          | マルクス・マリウス | マルクス・マリウス | マルクス・マリウス | マルクス・マリウス | マルクス・マリウス | マルクス・マリウス |  |  | マリア | マリア | マリア                                   | マリア                                   | マリア                                   | マリア                                   |                                          |                                          | マルクス・ グラティディウス | マルクス・ グラティディウス | マルクス・ グラティディウス | マルクス・ グラティディウス | マルクス・ グラティディウス | マルクス・ グラティディウス |  |  |  |  |  |  |  |  |  |  |  |  |  |  |  |  |  |  |
|              |              |              |              |                |                |                |                |                |                |        |        |            |            |            |            |              |              |              |              |              |              |          |          |                    |                    |                    |                    |                    |                    |  |  |        |        |                                          |                                          |                                          |                                          |                                          |                                          |                             |                             |                             |                             |                             |                             |  |  |  |  |  |  |  |  |  |  |  |  |  |  |  |  |  |  |
| カエサル     | カエサル     | カエサル     | カエサル     | カエサル       | カエサル       |                |                |                |                |        |        | 小マリウス | 小マリウス | 小マリウス | 小マリウス | 小マリウス   | 小マリウス   |              |              | リキニア     | リキニア     | リキニア | リキニア | リキニア           | リキニア           |                    |                    |                    |                    |  |  |        |        | マルクス・ マリウス・ グラティディアヌス | マルクス・ マリウス・ グラティディアヌス | マルクス・ マリウス・ グラティディアヌス | マルクス・ マリウス・ グラティディアヌス | マルクス・ マリウス・ グラティディアヌス | マルクス・ マリウス・ グラティディアヌス |                             |                             |                             |                             |                             |                             |  |  |  |  |  |  |  |  |  |  |  |  |  |  |  |  |  |  |
| カエサル     | カエサル     | カエサル     | カエサル     | カエサル       | カエサル       |                |                |                |                |        |        | 小マリウス | 小マリウス | 小マリウス | 小マリウス | 小マリウス   | 小マリウス   |              |              | リキニア     | リキニア     | リキニア | リキニア | リキニア           | リキニア           |                    |                    |                    |                    |  |  |        |        | マルクス・ マリウス・ グラティディアヌス | マルクス・ マリウス・ グラティディアヌス | マルクス・ マリウス・ グラティディアヌス | マルクス・ マリウス・ グラティディアヌス | マルクス・ マリウス・ グラティディアヌス | マルクス・ マリウス・ グラティディアヌス |                             |                             |                             |                             |                             |                             |  |  |  |  |  |  |  |  |  |  |  |  |  |  |  |  |  |  |

## 評価

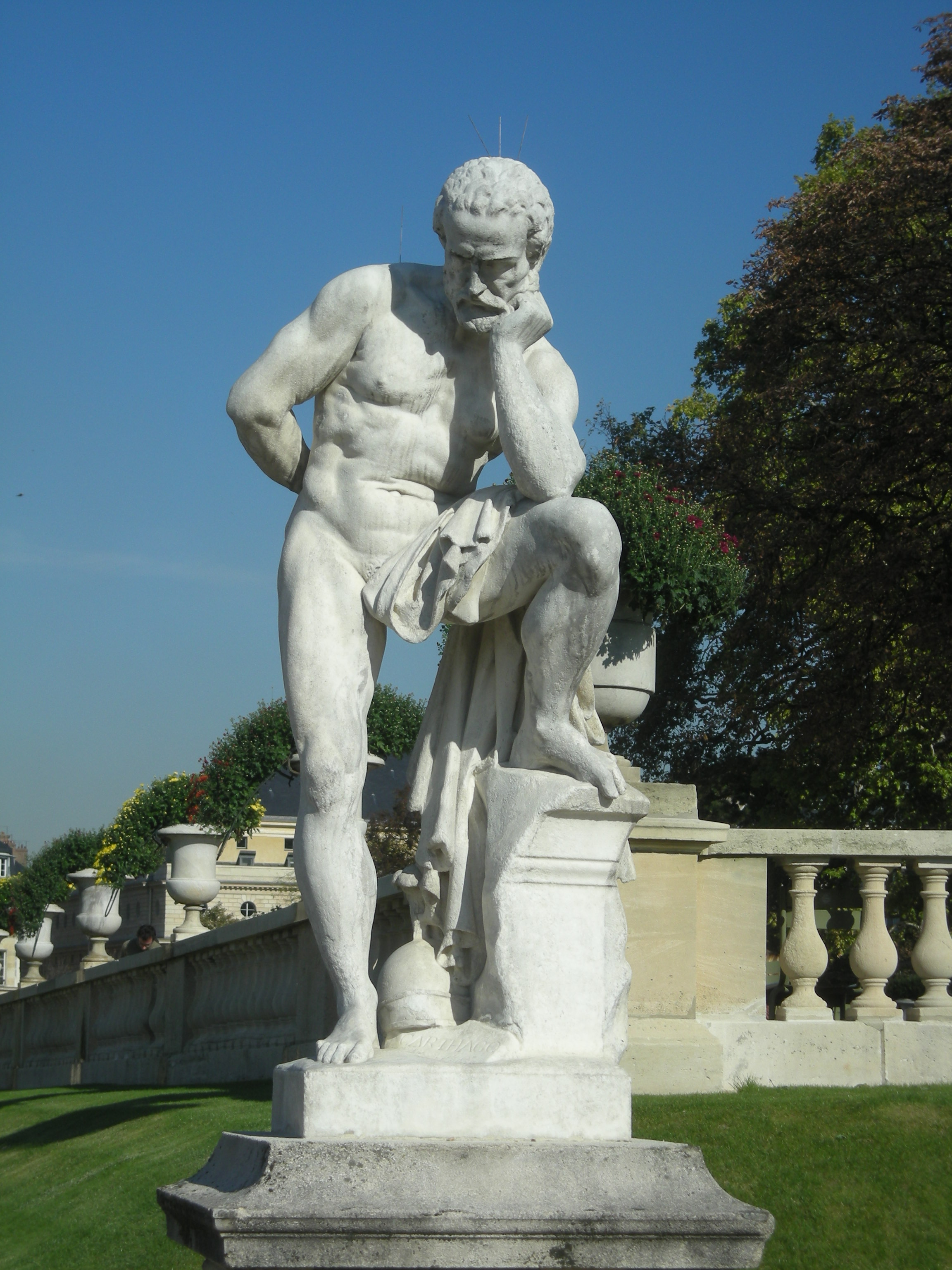
パリ市内のリュクサンブール公園に設置されるマリウス像（ニコラウス・ヴィクトル・ヴィラン作）

モムゼンによれば、彼の軍制改革は、やむにやまれぬ事情から純軍事的に行われたもので、後の世代のアルボガストやスティリコの改革のように、国家を没落から救ったが、同時に「兵士」という階級が生まれ、軍団の中で生きるしかない彼らは、将軍にすがった。市民が兵士を務める共和政に、新たな階級による常備軍が現れ、法よりも軍団の利益を優先するとき、後は君主が登場すれば、この制度は終わりを迎える。
一方、マリウス自身は君主になることを望んでいたわけではなく、あくまでも共和政の伝統の中での栄光を望んでいたと考えられている。モムゼンによれば、ギリシア語を解せないなど、コンスル経験者にふさわしい教養がなく、軍事的にも卓越していたわけではない。キンブリ・テウトニ戦争での勝利で、第三のロームルスとまで讃えられたが、農民っぽさの抜けなかった彼はそれに浮かれるだけで、政治的に国家を立て直す能力には欠けており、多くの学者が、彼を改革派ではなく伝統に従う保守派とみなし、ほぼ自分自身の利益のためだけに行動していた。単に軍事的成功だけを求めたため、政治的な功績はないとも言える。そもそも最初の立候補で、もしノビレスがマリウスの功績を正当に扱っていれば、執政官を輩出した家門が一つ増えるだけで終わっていたかもしれない。

### 後世への影響
自決したメルラは、フラメン・ディアリス（ユッピテル神官）で、おそらくマリウスの死の直前、後継者にカエサルが指名されたが、就任はしなかった。このユピテルの神官になるために、カエサルは離婚してキンナの娘と再婚しているが、様々なタブーによって軍事に関わることができない職務に実際に就任していたら、彼のキャリアは終わっていたはずで、その修行中にスッラとマリウスの血なまぐさい対立を見たことが、後の彼の寛容政策に影響を与えた可能性がある。
スッラが退役兵植民を行った都市のひとつ、エトルリアのファエスラエは、キンナ派に属した懲罰としての植民なのか定かではないが、スッラの死後、元の住民が植民兵を襲う事件が起り、その鎮圧に乗り込んだマルクス・アエミリウス・レピドゥス (紀元前78年の執政官)（三頭政治の一角レピドゥスの父）が、そこでスッラ体制に反旗を翻した。レピドゥスの副官の一人に、後にカエサルを暗殺したマルクス・ユニウス・ブルトゥスの同名の父がおり、ポンペイウスに討たれている。レピドゥスは、反スッラ感情の強いエトルリア人に影響を受けたとも考えられ、カエサルも彼との同盟を一時考えたが、思いとどまった。後にファエスラエは、ルキウス・セルギウス・カティリナの拠点の一つとなり、紀元前63年、このカティリナの陰謀を暴いたのが執政官だったキケロである。
紀元前69年、マリウスの妻ユリアと、カエサルの妻が亡くなると、カエサルはマリウスとおそらくキンナを民衆に思い出させ、その4年後、マリウスの戦勝記念碑を元に戻し、退役兵らの支持を集めた。プルタルコスは、ユリアの葬列に、スッラ以降見られなかったマリウスの像を掲げ、民衆に大歓迎されたとしている。
同郷のキケロは、執政官になってもノビレスから軽く見られていたが、マリウスが彼らに立ち向かったことに慰められていた。功績を重ねた後は、スカウルスやカトゥルス、メテッルス・ヌミディクスらを模範としたが、追放後（紀元前57年から55年）は再び同じく追放されたマリウスのことを思い出し、勇気づけられている。
後に小マリウスの子と称するガイウス・マリウスが紀元前45年頃現れ、古代の記録では他にアマティウスなどと様々な呼び方をされているが、無産階級から絶大な人気を誇ったため、支持層の被るカエサルによってイタリアから追放された。カエサルが暗殺されるとローマ市へ舞い戻り、マルクス・アントニウスによって処刑されたこの男は、一般的にはマリウスとは無関係な、解放奴隷や元医者であったと考えられている。

### 歴史的評価
伝統的なマリウスの評価は、スッラの手記に由来する暴力的な面と、その人生、成り上がり、逆境にも屈しなかった彼の不屈の精神の示す美徳とが入り交じっている。若い頃の彼には、ストア派が理想とする、質素で正義を重んじ、土を耕し神々を信じる素朴な姿が見られる。
- 生まれ育ったアルピヌムのケレアタエ村が都市に格上げされた際、「マリウスの」を意味する「ケレアタエ・マリアナエ」に改称され、現在でも「マリウスの故郷」を意味するカサマレと呼ばれている[4]。
  - ヴェーロリ市の地区名（Casamari）には、中世時代にカーサ・マリ修道院（英語版）が建立されている。
- 同郷人であるキケロは、マリウスを讃える詩を作っており[284]、『ストア派のパラドックス』でも敬意を示している[285]。
  - 『トゥスクルム荘対談集』では、「田舎者だったが真に男らしい男、手術では縛られることを良しとせず、一度は断った」としている[286]。
  - ガイウス・フラミニウスやスキピオ・アフリカヌスらと共に「政治家が権威付けに用いる偉人の一人」と評している[287]。
  - 元老院に武力を行使したことについては批判しており[277]、スッラ、マリウス、キンナの残虐性には嫌悪感を示すものの、一定の合法性はあったとしている[288]。
- サッルスティウスは、『ユグルタ戦記』の中でメテッルス・ヌミディクスを能力も権威もある貴族として描き、彼を野心によって陥れたマリウスが、後にその野心によって落ちぶれることをほのめかしている[289]。
- リウィウスの『梗概』では、軍事的には英雄、政治的には災厄であり、そのどちらが上回っていたか判断に苦しむとされる[290]。
- 詩人ウェルギリウスは、『農耕詩』において、歴代の英雄たちと共にマリウスに触れているが、「アウグストゥスの平和」を歌う『アエネーイス』では触れていない[290]。
- 詩人マルクス・アンナエウス・ルカヌスは、マリウスとスッラの内戦を、ポンペイウスとカエサルのそれと対比させ、マリウスを共和政を破壊する運命の歯車のように描いている[291]。
- セネカ『怒りについて』「マリウスの戦争やスッラのプロスクリプティオに心かき乱されぬ人間がいるだろうか？」[292]
- 約200年後にローマの元首(皇帝)となったセプティミウス・セウェルスは「マリウス、スッラ、アウグストゥスの峻厳と残虐こそが安定する道であり、カエサルやポンペイウスの寛容は身の破滅をもたらした」と元老院で演説したとされる[293]。
- 新古典主義においては盛んにギリシャ・ローマ時代の歴史画が描かれたが、マリウスもローマの英雄として幾度も題材に用いられた。
  - 著名なものでは「ミントゥルナエのマリウス」（ジャン＝ジェルマン・ドルーエ）、「マリウスの勝利」（サヴェリオ・アルタムーラ）、「マリウスの凱旋」（ジョヴァンニ・バッティスタ・ティエポロ）などが挙げられる。